# Hurtigruten
Vous lisez un « bon article » labellisé en 2008.
 (octobre 2023).
Hurtigruten ([hʉrtirʉtən]) est le nom du service régulier de navires qui assure la liaison entre 34 ports de la côte atlantique de la Norvège depuis 1893.
Le Hurtigruten, « la route rapide » en norvégien, traduit par express côtier en français, a été lancé en 1893 par Richard With qui quitta Trondheim en direction de Hammerfest à bord du navire à vapeur Vesteraalen. La compagnie Vesteraalens Dampskibsselskab voyait ainsi le jour.
Largement aidée par des subventions du gouvernement norvégien, la ligne a longtemps été un lien vital pour de nombreux villages auxquels les navires livraient nourritures, nouvelles et matériels, et le moyen de transport dans un pays où les communications par terre sont peu aisées. La ligne a été exploitée par neuf compagnies différentes au cours de son histoire, mais un seul armateur l'exploite actuellement, Hurtigruten ASA.
Elle dessert aujourd'hui quotidiennement 34 ports répartis sur 2 481 km entre Bergen (sud-ouest de la Norvège) et Kirkenes (15 km de la frontière russe, à 225 kilomètres au sud-est du cap Nord). Le trajet complet Bergen > Kirkenes > Bergen comprend 4 871 km. La flotte compte onze navires modernes, combinant transport de fret, transport de passagers et croisière, qui effectuent le voyage aller-retour en onze jours.
Le développement des réseaux routier et aérien a vu l'importance du trafic de marchandises décroître ; les croisières ont pris le relais. Les nouveaux navires sont dignes des meilleurs navires de croisière et les officiers navigants pilotent durant la période estivale ces navires dans les fjords les plus étroits (Geirangerfjord, Trollfjord) afin de faire du Hurtigruten « l'une des navigations les plus spectaculaires du Monde ». Au-delà d'un simple moyen de transport, le Hurtigruten est aujourd'hui devenu une attraction touristique, connaissant un succès croissant, les voyageurs étant attirés tant par la beauté de la côte norvégienne, très découpée, que par la possibilité d'atteindre les hautes latitudes septentrionales, où l'on peut observer en été le soleil de minuit et en hiver des aurores boréales.

## Historique

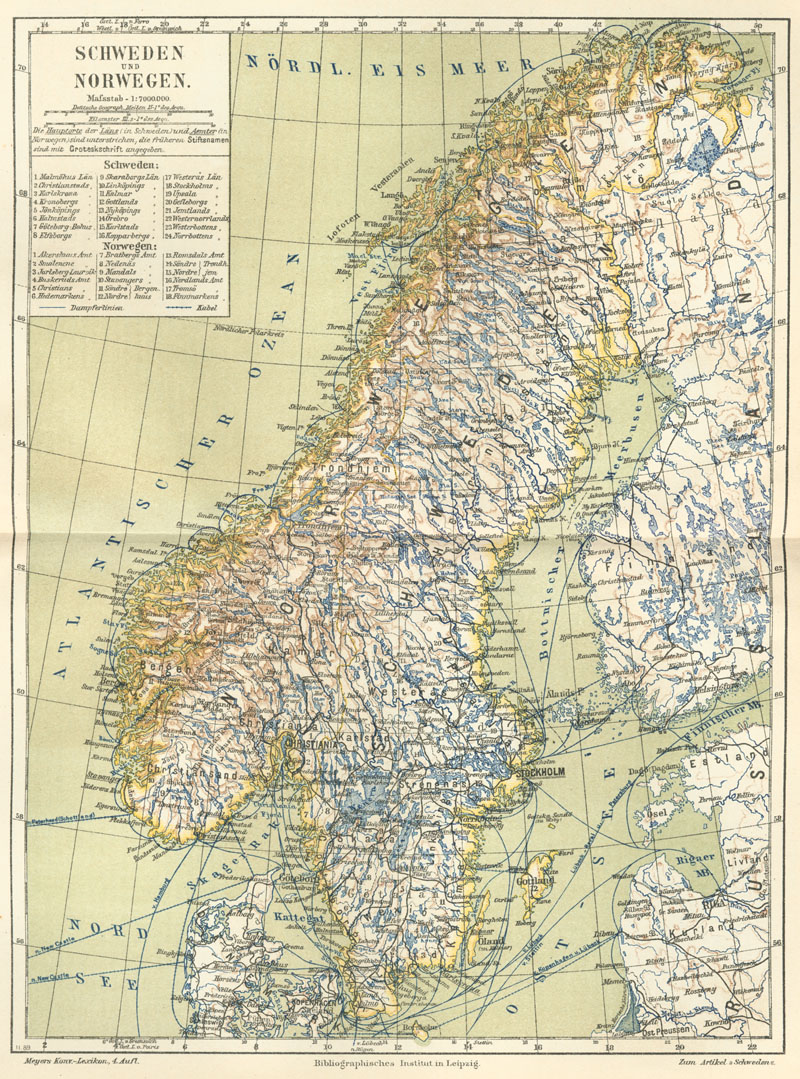
Liaisons maritimes le long de la côte occidentale de la Norvège (carte d'environ 1888)

La nécessité d'une ligne de transport maritime reliant les différents ports le long de la côte norvégienne provient de la configuration géographique du pays : la Norvège s'étend du nord au sud sur près de 2 650 kilomètres, et la côte est majoritairement très montagneuse et abrite de nombreux fjords et îles. Depuis longtemps, le climat relativement doux a favorisé le sud du pays, qui abrite le plus grand nombre d'habitants et l'essentiel de la puissance économique du pays. Les communautés et les villages côtiers du nord du pays, vivant pour l'essentiel de la pêche dans les eaux poissonneuses des archipels des Lofoten, des Vesterålen et de la mer de Barents, ne disposaient pas de moyens de transport adaptés au produit de leur pêche, ni, en sens opposé, pour leur approvisionnement en biens et produits de base.
Ainsi, au début du XIXe siècle, il n'y avait que des liaisons sporadiques entre l'archipel des Lofoten, situé dans le grand Nord, et Bergen, métropole commerciale située dans le sud du pays. Mais c'est surtout durant les longs hivers nordiques que cet isolement devenait quasiment absolu, la totalité du nord du pays étant pratiquement coupée du monde extérieur. La Norvège, consciente de cet « enclavement » du Nord du pays, a cherché le moyen d'améliorer les transports dans le grand Nord. La longueur du littoral — 83 283 km — désignait naturellement la voie maritime comme voie privilégiée pour cette desserte.

### Les débuts

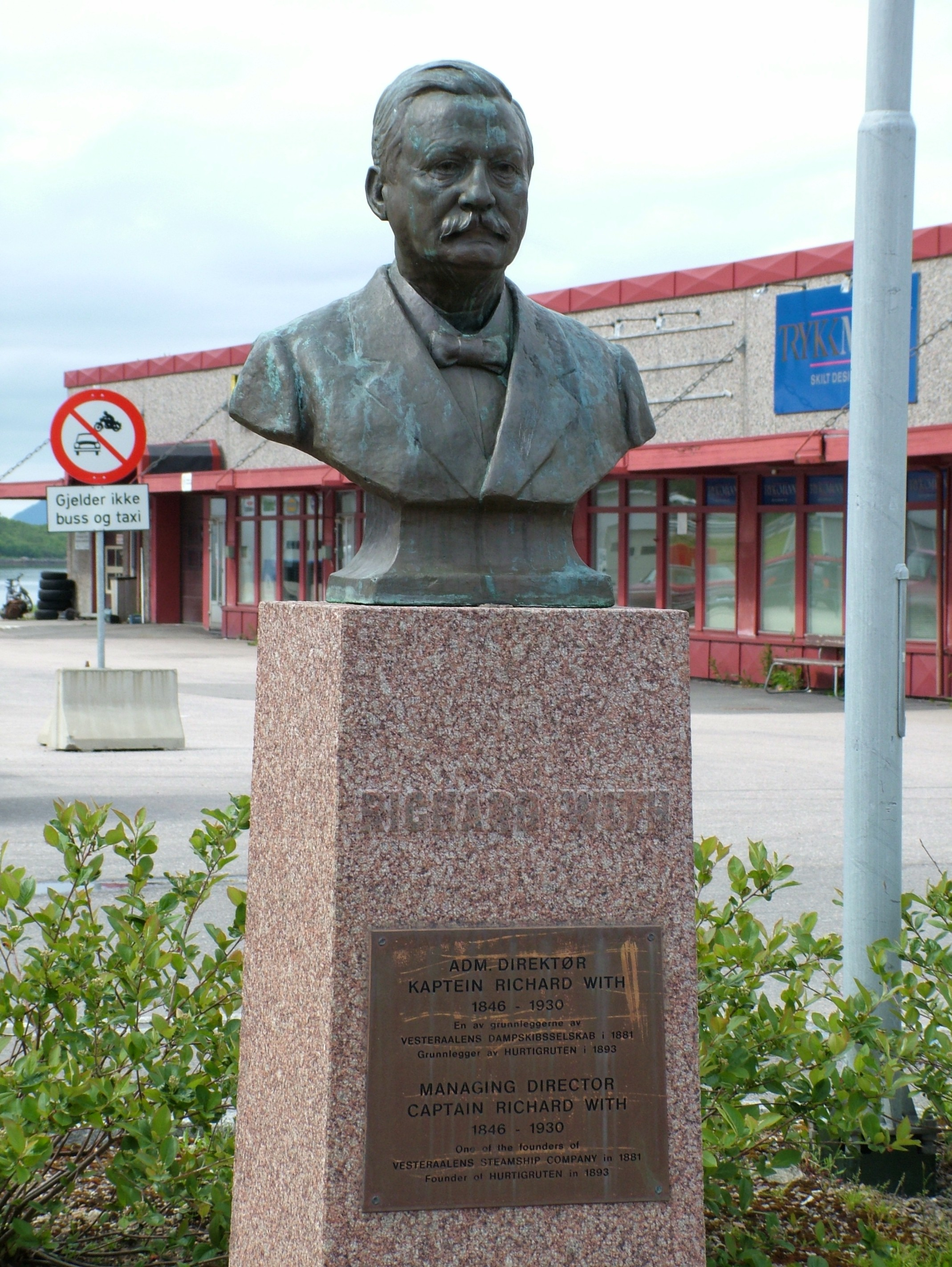
Buste du capitaine Richard With, le fondateur du service du Hurtigruten

Le Hurtigruten a été fondé par un armateur privé, le Vesteraalens Dampskibsselskap (VDS), et a assuré son premier service en 1893 entre Trondheim et Hammerfest. La première ligne régulière assurant toute l'année un service postal entre le nord et le sud de la Norvège est due au capitaine Richard With. En collaboration avec le pilote Andreas Holte, à partir de 1882, il avait méticuleusement relevé l'ensemble des chenaux permettant la navigation le long de la côte norvégienne et osé le premier rallier Hammerfest au cœur de la nuit polaire et dans les sombres mois hivernaux. Ce service, permettant un gain de vitesse, n'a pu se réaliser que grâce aux subventions étatiques, une liaison postale maritime étant autrement déficitaire.
En 1889 et 1890, les services du ministère de l'Intérieur d'Oslo ont étudié un concept devant permettre l'exploitation d'une ligne maritime desservant l'ensemble de la côte ouest du pays. Un appel d'offres en a découlé, publié le 18 avril 1891, pour un bateau à vapeur. Deux ans plus tard, le 2 juillet 1893, le D/S Vesteraalen, sous le commandement du capitaine Richard With, effectue le trajet de Trondheim à Hammerfest. Durant son trajet, qui dura 67 heures, il desservit les neuf cités suivantes : Rørvik, Brønnøysund, Sandnessjøen, Bodø, Svolvær, Lødingen, Harstad, Tromsø et Skjervøy.
Le service du Hurtigruten a été complété par la suite par deux autres lignes, de sorte qu'à la fin du siècle, trois lignes de navigation fonctionnaient : l'une reliait Trondheim à Hammerfest, la deuxième Bergen à Hammerfest et la troisième Hammerfest à Vadsø, escale située au-delà de Hammerfest. Cette dernière ligne a été prolongée en 1908 jusqu'à Kirkenes, terminus actuel du service de le Hurtigruten. Les lignes étaient alors desservies 2 fois par semaine, été comme hiver.
L'instauration de ce service a changé radicalement la vie des habitants de la région côtière du nord de la Norvège. Les déplacements et transports de marchandises, qui devaient jusqu'alors être effectués sur des chemins tracés dans un relief très accidenté, ont pu être réalisés de façon bien plus confortable et rapide par voie maritime.
En 1898, le terminus sud de la ligne a été déplacé de Bergen à Stavanger, plus au sud. Toutefois, dès 1919, le sud du pays, densément peuplé, était déjà correctement desservi par la route et le rail. Le service maritime n'apportant aucune plus-value notable entre Bergen et Stavanger, le terminus sud de la ligne a été restauré à Bergen, qui reste aujourd'hui encore le point de départ du service.
Au cours de l'été 1922 le service entre les ports de Sortland et Risøyhamn, dans l'archipel des Vesterålen  a été inauguré. Cette courte ligne a depuis été intégrée au service du Hurtigruten et est aujourd'hui encore une composante du service.
Le 1er juin 1936, les trois anciennes lignes ont été fusionnées, permettant une desserte directe entre Bergen au sud et Kirkenes au nord. 14 navires, appartenant à six compagnies différentes, permettaient une desserte quotidienne de la ligne.

### Dans la littérature: Simenon et lePassager du Polarlys
Georges Simenon, père des Maigret, amateur de voyages et plaisancier compétent, effectua en 1930 un voyage complet comme touriste sur un des navires de l'Express côtier dont il donna d'ailleurs une chronique tirée d'observations prises sur le vif, qui dépeignent très bien ce qu'était l'Hurtigruten dans les années d'avant-guerre.
Il en tira aussi un excellent roman policier, qui fut présélectionné pour le prestigieux prix Renaudot :  le Passager du Polarlys où, après l'assassinat à bord d'un inspecteur de police allemand qui enquêtait sur la mort d'une jeune toxicomane dans le milieu des Montparnos parisiens, le capitaine du Polarlys se retrouve contraint à se faire policier malgré lui pour démasquer l'assassin qui se trouve parmi les passagers de son navire.
Entamée à Hambourg (à cette époque les navires de la Compagnie des Vapeurs de Bergen, composante du pool de l'Hurtigruten, y avaient leur tête de ligne), perturbée par les aléas du service à la mer (une entrée de port impraticable bouleverse les plans du criminel), l'enquête progresse au rythme des escales pour se dénouer finalement à Kirkenes, terminus nord de la ligne, le meurtrier se suicidant en se jetant à la mer et sa complice s'enfuyant vers la Russie soviétique, alors sans accords d'extradition avec les pays occidentaux.
C'est le premier policier en dehors de la série des Maigret que Simenon signa de son propre nom au lieu d'un de ses multiples pseudonymes de romancier populaire, il fut publié en feuilleton dans le journal L'Œuvre lors de l'année 1930 avant de paraître en livre aux éditions Fayard.

### La Seconde Guerre mondiale et l'après-guerre
Pendant les deux guerres mondiales, et particulièrement la seconde, durant laquelle la Norvège a été envahie par l'Allemagne nazie (opération Weserübung), aucun service de transport maritime régulièrement planifié n'a pu se maintenir, ce qui a eu des conséquences désastreuses pour les communautés du nord de la Norvège ; cependant, les navires affectés avant la guerre au service du Hurtigruten ont été affrétés pour réaliser du transport de marchandises et de troupes le long du littoral, et, occasionnellement, le service habituel de la ligne a pu être assuré. Durant cette période de 1940 à 1945, les navires eurent également à subir de nombreuses pertes et avaries.
Afin de maintenir un service de remplacement, destiné à assurer la survie des habitants des communes du nord, les armateurs, dont les bateaux assurant avant-guerre le service du Hurtigruten étaient soit réquisitionnés, soit hors service, mirent en œuvre de petits navires de charge et des chalutiers.
Sur les 14 navires assurant le service avant-guerre, seuls trois étaient disponibles immédiatement en 1945. Grâce à un important programme de construction de navires, financé par des fonds publics, le service a cependant pu reprendre dès 1950 à raison d'une desserte quotidienne du tronçon de la ligne compris entre Trondheim et Hammerfest. Enfin, jusqu'en 1956, dix bateaux rapides furent mis en service, permettant la reprise du service régulier sur l'ensemble de la ligne, entre Bergen et Kirkenes.
Alors que, précédemment, les navires de la ligne n'étaient que de classiques bateaux à vapeur, ce programme de construction de navires neufs a permis de mettre au point un type de navire conçu spécifiquement pour le service du Hurtigruten. Depuis, tous les nouveaux navires mis en service ont pris en compte les améliorations et les retours d'expérience issus des navires précédents, et tous furent spécifiquement conçus afin d'assurer le service de « l'express côtier ».

### Des années 1960 à nos jours

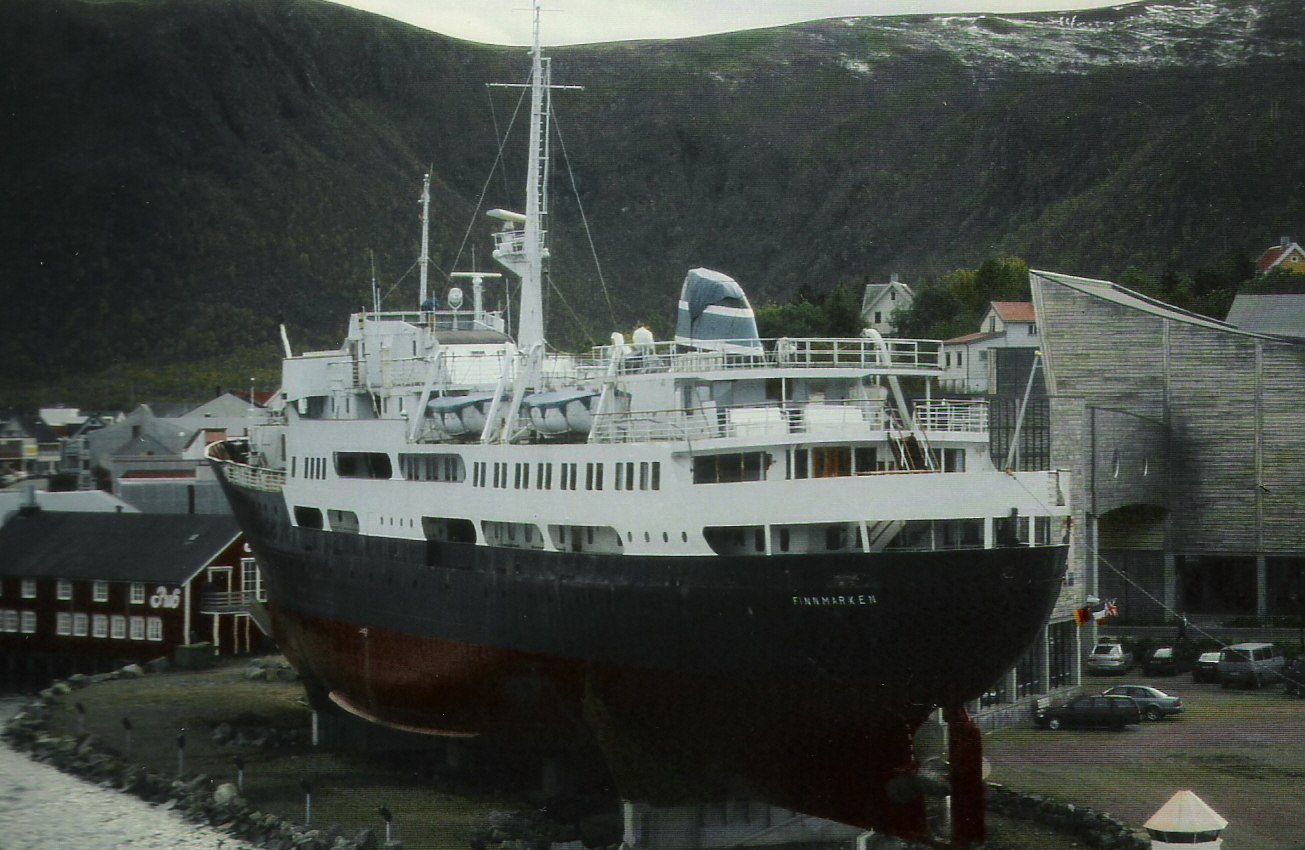
Le bateau-musée Finnmarken, construit en 1962.

Jusqu'à la fin des années 1970, le Hurtigruten a été pour certains villages la seule liaison avec le monde extérieur, particulièrement en hiver ; le service a donc été fortement subventionné par l'État. Grâce au développement du réseau routier et à celui du transport aérien, l'importance économique du Hurtigruten a décru, et le tourisme constitue aujourd'hui sa vocation essentielle. Toutefois, les navires assurent toujours un service de fret et un service de transports de passagers en cabotage.
Avec l'instauration du principe du RoRo sur la génération de navires construits au début des années 1980 (génération intermédiaire), la durée de l'escale à Bergen a pu être réduite d'un jour et demi à huit heures. Grâce à cette réduction, le nombre de navires nécessaires pour assurer le service a pu être réduit de 14 à 11.
Les règles des subventions publiques contraignant l'État norvégien à limiter l'octroi de subventions à la seule saison hivernale depuis la fin des années 1990, la compagnie maritime s'efforce, par l'utilisation de navires au confort accru, de répondre aux exigences d'une clientèle touristique étrangère de plus en plus nombreuse, afin de compenser la baisse du nombre de passagers par l'augmentation de la valeur ajoutée. Toutefois, chaque hiver, le nombre de passagers reste insuffisant pour compenser les coûts d'exploitation des navires. Aussi, afin d'augmenter ses recettes, la compagnie expédie-t-elle désormais le MS Fram chaque hiver en Antarctique, et réduit sensiblement la taille des équipages.
Le 17 décembre 2004, le gouvernement norvégien a accordé à la compagnie une subvention d'un montant de 1,9 milliard de couronnes norvégiennes (soit environ 216 M€) afin de garantir le service de la ligne jusqu'à la fin de la saison hivernale 2011/2012. Toutefois, la pérennité du service à cet horizon semble assurée, le Hurtigruten constituant un pilier de la culture norvégienne et ayant une importance centrale dans la vie des habitants, en particulier dans le nord du pays. La ligne a ainsi l'honneur de porter la dénomination Riksvei Nr. 1 (équivalent en France à « route nationale no 1 »).
En 1993 a ouvert à Stokmarknes le musée du Hurtigruten, offrant un aperçu de l'histoire du Hurtigruten.

## Trafic passagers et prospective

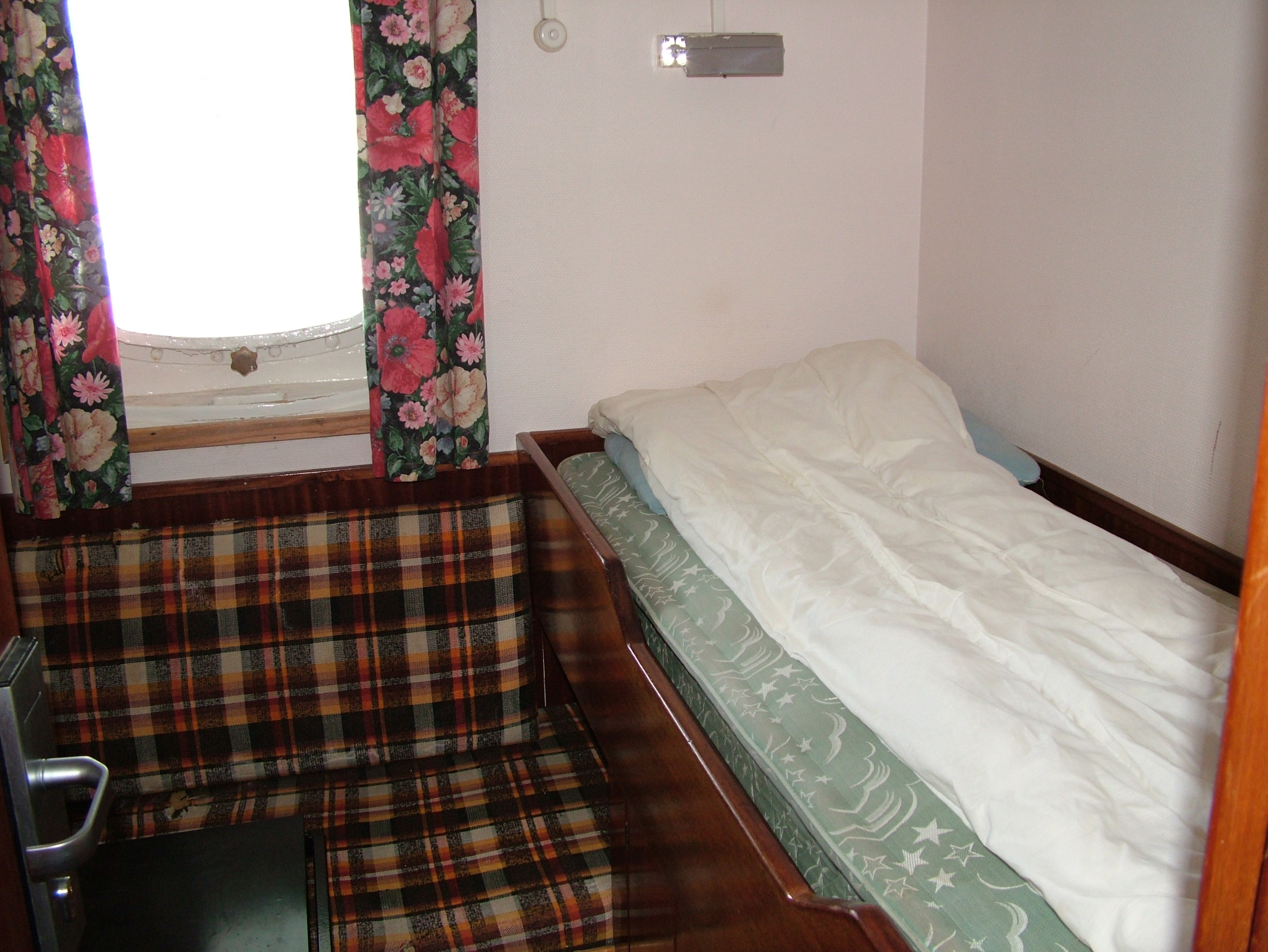
Cabine standard des années 1950, à bord du Finnmarken

En moyenne, le Hurtigruten transporte 410 000 passagers par an depuis la fin de la Seconde Guerre mondiale. Le type de clientèle s'est considérablement modifié durant cette même période : alors que la clientèle des années 1940 et 1950 était constituée quasi exclusivement de passagers qui utilisaient, été comme hiver, le Hurtigruten comme un simple moyen de transport, elle est aujourd'hui essentiellement constituée de touristes qui utilisent le Hurtigruten afin de réaliser une croisière côtière ou pour y passer une partie de leur séjour en Norvège.
Sans cette réorientation touristique de la ligne, le service serait devenu inenvisageable économiquement, en raison des coûts d'exploitation des navires. Avec la concurrence du transport individuel et du transport aérien, à compter du début des années 1970 et jusqu'à la fin des années 1980, le nombre de passagers se mit à chuter et les armateurs durent réfléchir sérieusement aux moyens de permettre au service de subsister financièrement. Sans supprimer son caractère de navire de desserte des villes côtières, l'évolution vers une utilisation du Hurtigruten comme navire de tourisme a nécessité la prise en compte des exigences liées à cette nouvelle clientèle, mais a permis au nombre de passagers d'augmenter à nouveau à compter du début des années 1990. Depuis, le nombre de passagers s'élève entre 500 000 et 550 000 par an, dont 70 % sont une clientèle touristique.

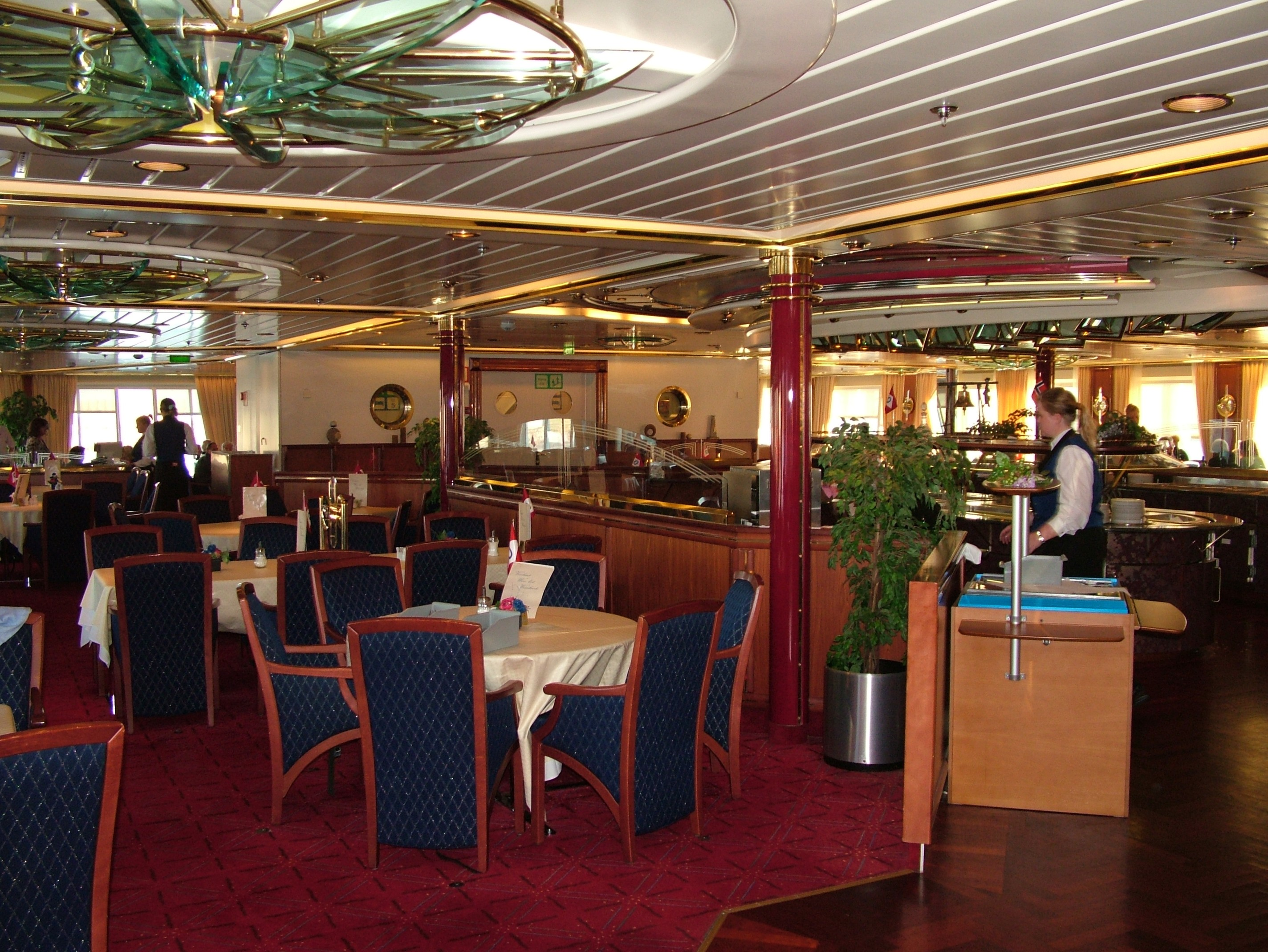
La salle à manger du M/S Nordnorge.

L'évolution de l'orientation du service se reflète clairement dans l'évolution consécutive de l'équipement des navires. Les nouveaux navires, construits dans les années 1950, disposaient de cabines encore relativement petites, constituées d'un simple lit sans salle de bains privative, d'une salle à manger et d'une cafétéria. Les navires de la génération intermédiaire disposaient déjà de cabines plus confortables, mais cependant toujours de dortoirs d'une capacité de dix places, qui ont aujourd'hui complètement disparu.
Les navires de nouvelle génération sont nettement plus confortables : outre des cabines relativement spacieuses avec douche et toilettes, ils offrent à bord un restaurant et un café à côté d'autres installations touristiques tels que salons panoramiques, bains bouillonnants, bars et salons. Les navires se rapprochent ainsi des navires de croisière, notamment avec les suites et les excursions terrestres organisées dans beaucoup d'escales, mais sans les « événements sociaux » que l'on peut rencontrer dans les croisières plus classiques, comme le Captain's Dinner ou les divertissements (théâtre, concerts…). Par ailleurs, le standing des passagers reste simple et décontracté, y compris durant les dîners. Enfin, dernière concession aux croisiéristes, les navires effectuent en été des détours spectaculaires par les Geirangerfjord et Trollfjord.
| Année | Passagers transportés | Remarques                   |
| ----- | --------------------- | --------------------------- |
| 1946  | 376 563               |                             |
| 1962  | 569 579               | Année de plus fort trafic   |
| 1972  | 509 933               |                             |
| 1982  | 277 249               |                             |
| 1988  | 249 947               | Année de plus faible trafic |
| 1992  | 268 516               |                             |
| 1997  | 409 594               |                             |
| 2002  | 547 407               |                             |
| 2007  | 469 539               |                             |
| 2012  | 439 542               |                             |

### Développement du trafic fret
Alors que, parallèlement au développement du transport routier, le transport de fret avait, comme celui des passagers, reculé depuis la fin de la Seconde Guerre mondiale, on observe depuis le début des années 1990 une évolution à nouveau positive du transport tant d'automobiles que de fret sur les navires du Hurtigruten. Si l'on comptait en 1990 près de 7 500 voitures et près de 100 000 tonnes de fret transportées, il y a eu en 2002 plus de 55 000 voitures et plus de 165 000 tonnes de fret transportées.
Les raisons de cette hausse s'expliquent tant par les nouveaux navires, qui disposent, depuis le début des années 1990, de nouvelles technologies permettant une manutention très efficace des marchandises, que par une stratégie commerciale offrant des tarifs relativement avantageux. Tous les navires, à l'exception des MS Lofoten et MS Nordstjernen, disposent de portelones pour le chargement par le côté et d'un ascenseur permettant de transporter les marchandises et les véhicules directement vers le pont approprié (pont 2 ou pont B). Cette technologie a entraîné une diminution drastique du coût, du temps et du besoin en personnel pour réaliser les opérations de chargement et de déchargement à bord des navires, qui devaient jusqu'alors être réalisés au moyen d'une grue.

## Itinéraire et horaires
À titre informatif, les horaires du service en 2008 sont les suivants :

L'itinéraire du Hurtigruten

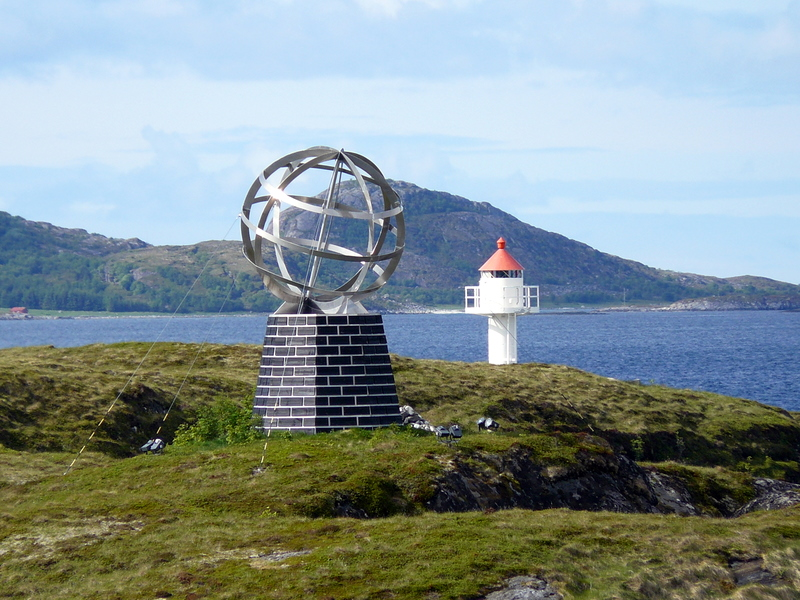
La marque du cercle polaire sur l'îlot de Virkingen. Les navires passent à proximité permettant aux passagers d'immortaliser cet événement

Les navires du Hurtigruten circulent suivant un horaire fixe. Chaque jour, à la même heure, un navire part de Bergen, où il est de retour douze jours plus tard. Pour les ports situés sur le parcours de la ligne, en particulier pour ceux situé dans le nord du pays, l'arrivée quotidienne du navire de l'Hurtigruten constitue un événement important de la journée ; une modification des horaires du service, voire la défaillance d'un navire, sont des sujets qui ne manqueront pas d'être relatés dans les médias locaux. Le service permet non seulement aux marchandises et aux personnes d'atteindre les villages reculés, mais il est aussi vecteur des nouvelles et informations, et transportent le médecin, les autorités, ou la famille qui rend visite. Durant la demi-heure d'escale dans les ports du nord, certains habitants montent à bord boire un café, échanger des informations, ou feuilleter des magazines d'actualité. Ces kaffegjeng, comme on les appelle, ne quittent le navire que juste avant son départ.
Kirkenes est le terminus de l'Hurtigruten. Le trajet retour s'effectue suivant approximativement le même itinéraire ; toutefois, les horaires font que les ports desservis la nuit dans un sens sont desservis de jour dans l'autre sens (et réciproquement).
La durée des escales est fonction des besoins en chargement et déchargement du fret, ainsi que de l'importance touristique de l'escale. L'escale peut durer jusqu'à 6 heures ; cette durée permet aux passagers et aux touristes de partir en visite ou en excursions organisées dans les environs. Il est même organisé certaines excursions sur plusieurs jours et d'autres sur une durée de quelques heures dans une journée permettant aux passagers de rejoindre le navire plusieurs ports d'escales plus loin et d'y retrouver leur cabine pour la nuit.

### Ports anciennement desservis par le Hurtigruten
Au fil des ans, l'itinéraire du service a évolué, soit en raison des besoins économiques, soit à la suite du désenclavement routier de certains ports (construction de pont par exemple). Ainsi, les ports suivants ont été par le passé desservis par le Hurtigruten (du nord au sud) :

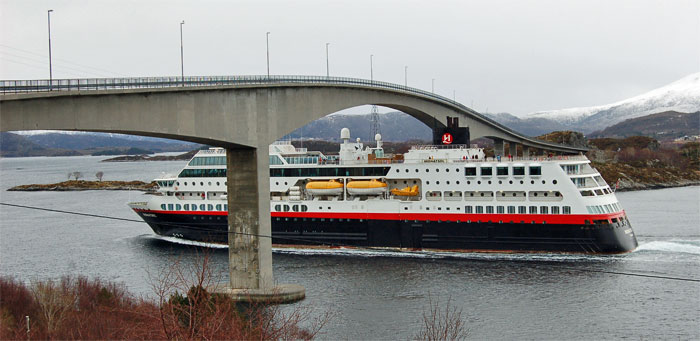
Le MS Midnatsol sous le Herøybrua (pont de Herøy) se dirigeant vers Torvik (février 2007)

- Gamvik, port d'escale du Hurtigruten de 1911 à 1990 (ancienne escale la plus au nord)
- Kongsfjord, jusqu'en 1975 (escale remplacée par Berlevåg depuis)
- Sørøya, port d'escale de l'Hurtigruten de 1950 à 1979
- Grønnøy, port d'escale de l'Hurtigruten de 1914 à 1957
- Indre Kvarøy (île de la province du Nordland)
- Narvik, port d'escale de l'Hurtigruten de 1936 à 1953
- Lødingen
- Melbo
- Haugesund, port d'escale de l'Hurtigruten de 1896 à 1919
- Stavanger, port d'escale de l'Hurtigruten de 1896 à 1919

### Longueur de l'itinéraire
En été, alors qu'ils desservent les Geirangerfjord et Trollfjord, les navires parcourent 1 460 milles marins (environ 2 700 km) entre Bergen et Kirkenes et 1 335 milles (environ 2 500 km) au retour, soit un total de 2 795 milles (environ 5 200 km). En hiver, la distance est réduite à 2 670 milles (environ 4 940 km).

## Exploitants du Hurtigruten

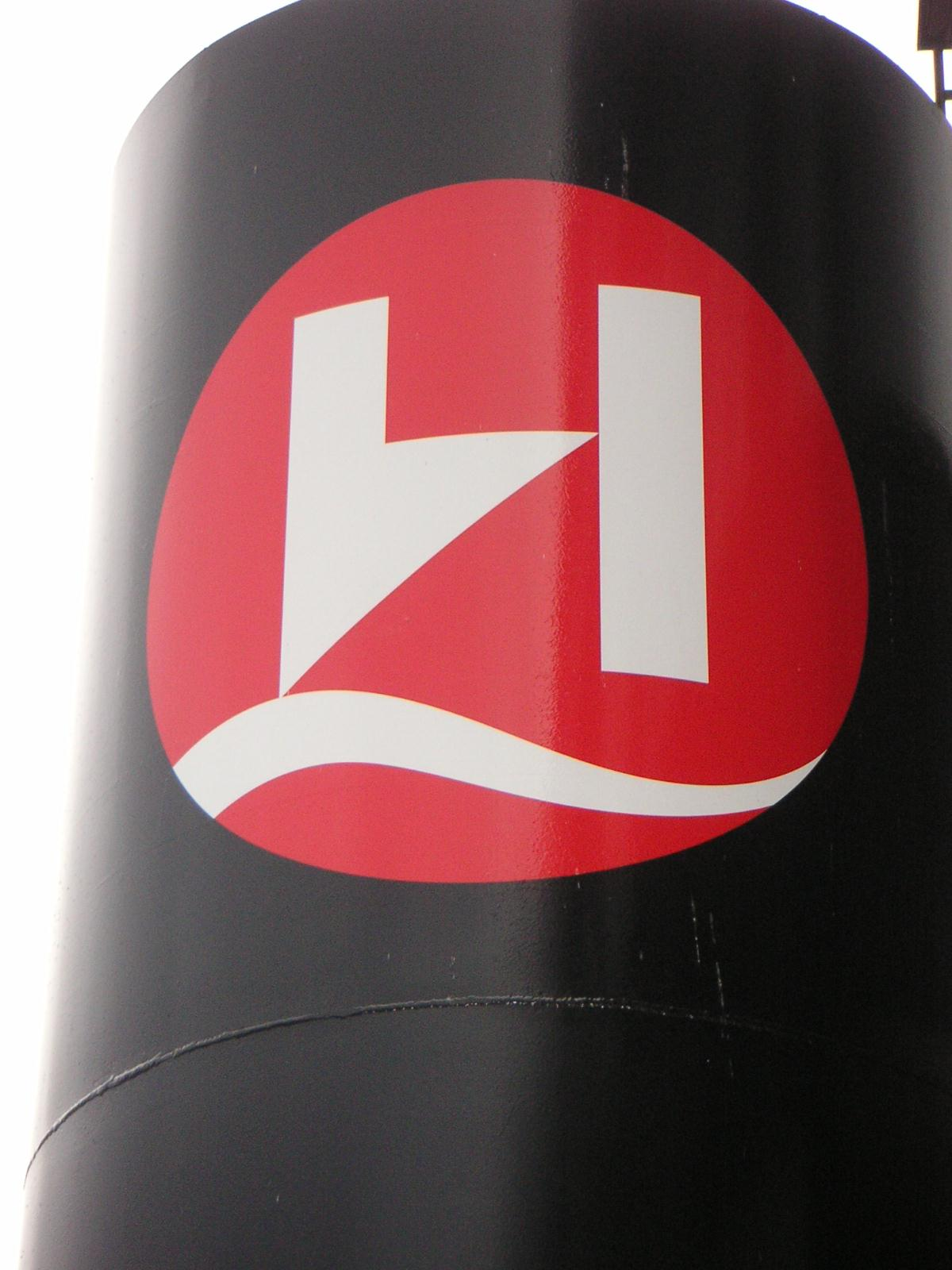
Cheminée aux couleurs du Hurtigruten

Depuis la création du service, neuf armateurs différents ont exploité le service du Hurtigruten. Jusqu'au milieu du XXe siècle, six armateurs indépendants exploitaient la ligne avec leurs propres navires. Les contraintes économiques ont conduit ces différents armateurs à fusionner à partir du milieu des années 1970 pour donner naissance successivement à :
- en 1979, la TFDS (Troms Fylkes Dampskibsselskap ASA), née de la fusion de la DSDS (Det Stavangerske Dampskibsselskab AS) et de la BDS (Det Bergenske Dampskibsselskab AS) ;
- à la fin des années 1980, l'OVDS (Ofotens og Vesteraalens Dampskibsselskab ASA), née de la fusion de l'ODS (Ofotens Dampskibsselskap AS) et de la VDS (Vesteraalens Dampskibsselskab AS) ;
- enfin, le 1er mars 2006, du Hurtigruten Group ASA, né de la fusion de la TFDS et de l'OVDS. Cette dernière compagnie exploite désormais seule la ligne, depuis avril 2007 sous le nom de Hurtigruten ASA[17].

Entre-temps, deux autres compagnies, la FFR (Finnmarks Fylkesrederi og Ruteselskap AS) et la NDS (Det Nordlandske Dampskipsselskab AS) ont abandonné l'exploitation du service.
Outre le service traditionnel du Hurtigruten, l'armateur Hurtigruten ASA exploite également d'autres liaisons maritimes en Norvège. Il s'agit principalement de services de ferry dans le nord du pays (Bodø—Moskenes, Skutvik—Svolvær par exemple), ce qui explique que l'on peut trouver le logo de l'Hurtigruten sur différents navires, qui assurent un service sans rapport avec le « véritable » Hurtigruten.

### Historique des exploitants
La compagnie actuelle exploitant la ligne, Hurtigruten ASA, est née des fusions successives de divers armements qui ont exploité au cours du XXe siècle la liaison historique le long de la côte norvégienne. Ces armements furent les suivants :
- Hurtigruten ASA — changement de nom après décision de la société, en mars 2007
- Hurtigruten Group ASA — après la fusion de la TFDS et de l'OVDS, entre le 1er mars 2006 et mars 2007
- TFDS (Troms Fylkes Dampskibsselskap A/S) — de 1979 au 1er mars 2006
- OVDS (Ofotens og Vesteraalens Dampskibsselskap A/S) — de 1988 au 1er mars 2006
- ODS (Ofotenske Dampskibsselskap A/S) — de 1936 à 1988, fusion avec la VDS
- VDS (Vesteraalske Dampskibsselskab) — de 1893 à 1988, fusion avec l'ODS
- BDS (Bergenske Dampskibsselskab) — de 1894 à 1979
- NFDS (Nordenfjeldske Dampskibsselskab) — de 1895 à 1989
- DSDS (Det Stavangerske Dampskibsselskab) — de 1919 à 1979
- NDS (Nordlandske Dampskibsselskab) — de 1945 à 1958
- FFR (Finnmark Fylkesrederi og Ruteselskap A/S) — de 1988 à 1996

## Navires

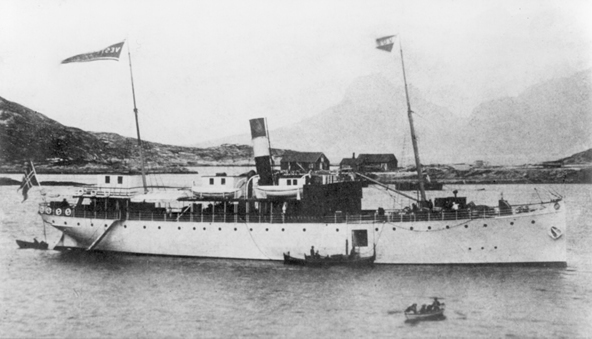
Le DS Vesteraalen, premier navire affecté au Hurtigruten

Les premiers navires étaient des caboteurs embarquant trois classes de passagers, propulsés à la vapeur, et à pont ouvert. Le confort pour l'équipage comme pour les passagers alla en s'améliorant avec la construction de nouveaux navires. Les moteurs Diesel apparurent à la place des machines à vapeur après la Seconde Guerre mondiale et la mise en route des « navires italiens ».
Aujourd'hui, afin d'assurer un départ par jour, onze navires sont nécessaires. La compagnie dispose de 13 navires. Les navires les plus anciens sont utilisés en hiver sur le trajet du Hurtigruten, quand les navires de nouvelle génération, plus confortables, sont envoyés en Antarctique et au Chili ; ainsi, durant l'hiver 2005-2006, les MS Nordnorge et MS Nordkapp n'assurèrent pas le service de l'express côtier.
En été, à l'inverse, les navires les plus anciens ou de la génération intermédiaire sont parfois utilisés pour des croisières en mer du Nord ou au Svalbard, ou alors servent de réserve pour le service, et emportent alors un équipage réduit.

### Navires actuellement en service

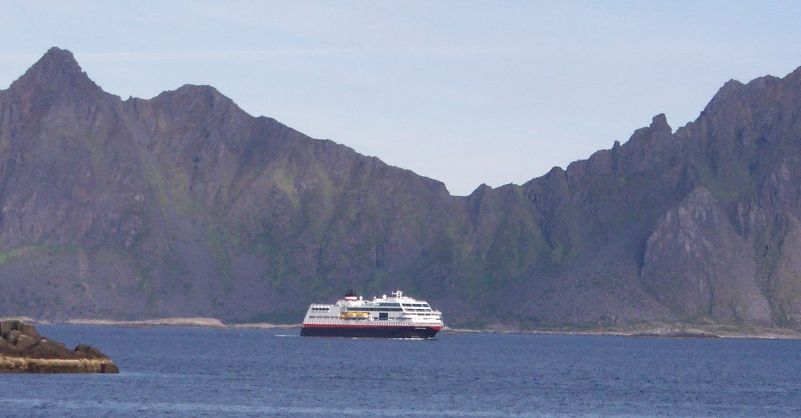
Un navire du Hurtigruten près des Lofoten

Les navires actuels sont des ferrys de croisière : leur apparence combine celle d'un ferry classique et d'un navire de croisière, en plus petit. On distingue généralement trois générations de navires parmi les navires actuellement en service sur le Hurtigruten : la flotte d'après-guerre constituant la génération traditionnelle, la génération intermédiaire et les nouveaux vaisseaux, constituant la nouvelle génération. Tous les navires, quelle que soit la génération à laquelle ils appartiennent, peuvent emporter du fret et des passagers, et ont été spécifiquement conçus pour le service de l'express côtier. Tous (sauf les 2 plus anciens : MS Nordstjernen et MS Lofoten qui ne disposent que d'une grue, comme ont pu le constater celles et ceux qui y ont navigué) accostent systématiquement bâbord à quai ; ils ne disposent en effet de porte pour le déchargement du fret et le débarquement des passagers que de ce bord.

#### La flotte d'après-guerre (Etterkrigsflåten)

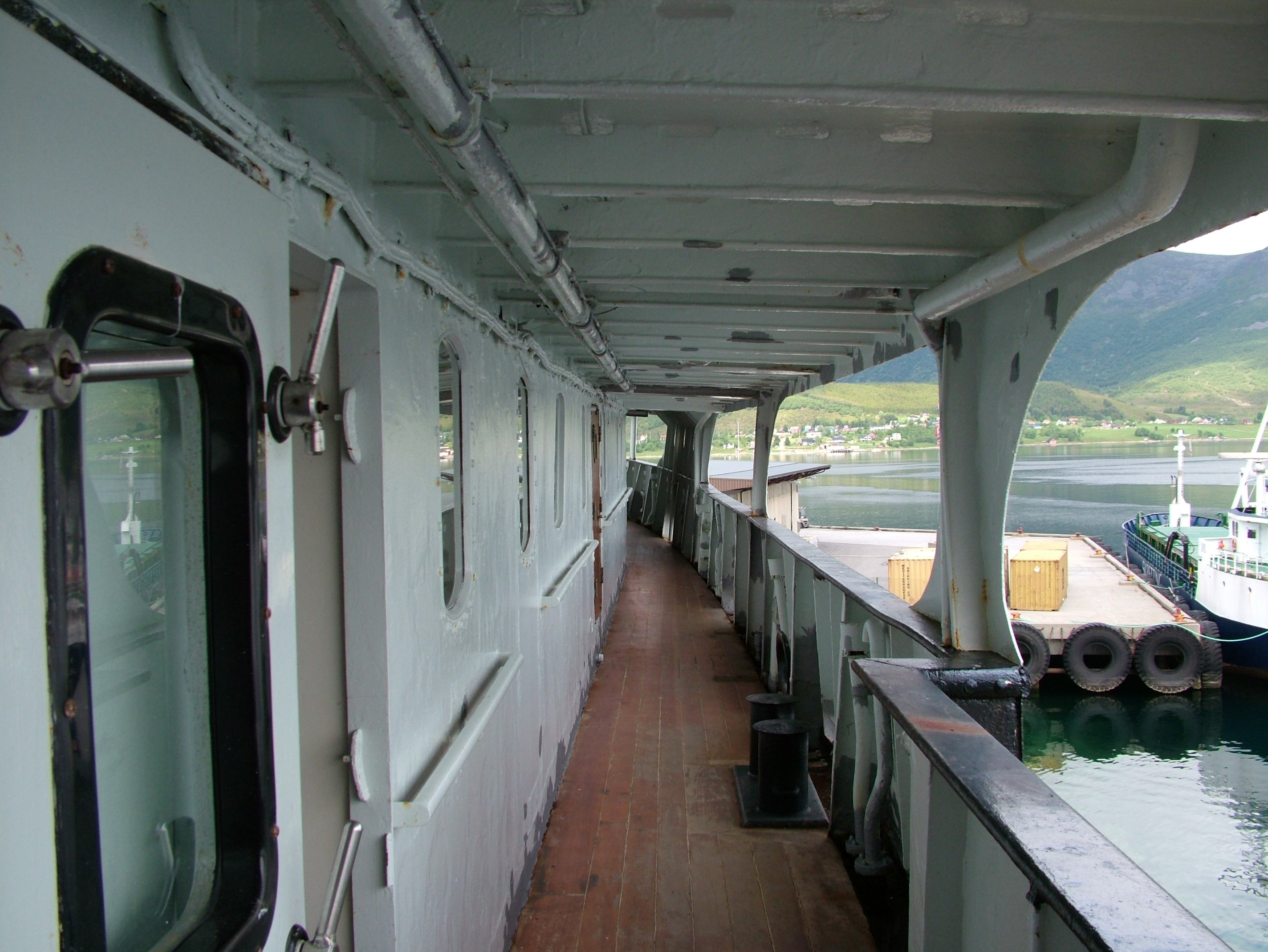
À bord du Finnmarken (1956)

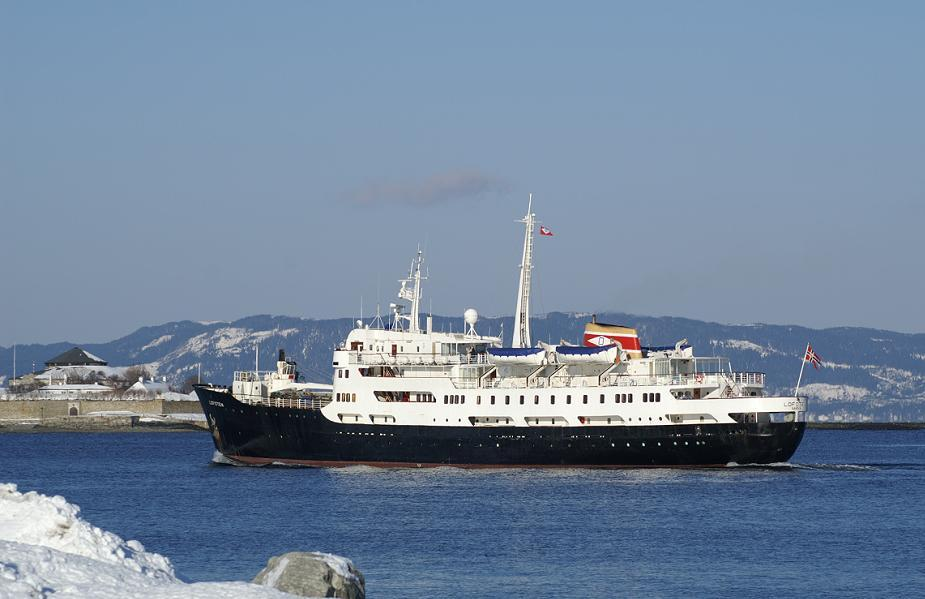
Le MS Lofoten, un navire de la flotte d'après-guerre

Au sortir de la guerre, le besoin de renouveler les vaisseaux se fit sentir. Les quatre premiers furent construits à Ancône en Italie à la fin des années 1940. Ils furent financés grâce à l'exportation de morue et d'autres variétés de poisson salé-séché, d'où leurs surnoms de Klippfiskskipene (« navires du poisson salé-séché ») ou Italiaskipene (« navires d'Italie »). Le renouvellement de la flotte fut achevé en 1964. Tous ces navires furent construits à l'identique, avec une cale à l'avant et les lieux de vie au milieu et à l'arrière.
Cette génération de navires peut être aujourd'hui considérée comme dépassée et obsolète ; les cabines marquent leur âge par rapport à celles des navires de nouvelle génération, en particulier en ce qui concerne leur isolation sonore, leur confort et leur équipement. En outre, le chargement et le déchargement du fret, qui ne peuvent être réalisés qu'à l'aide d'une grue, sont longs et fastidieux.
Pourtant, les deux derniers navires survivants de cette génération sont très populaires auprès des touristes. Comme aucun autre navire en Europe, ils constituent un témoignage des anciens navires postaux. Un sistership du MS Lofoten — classé en Norvège comme monument historique à caractère technique —, le MS Finnmarken, peut être visité au musée de l'Hurtigruten de Stokmarknes.
Les MS Nordstjernen (lancé en 1956) et MS Lofoten (lancé en 1964) assurent toujours le service sur la ligne d'origine. En sus, le MS Nordstjernen assure de mai à septembre des croisières le long de l'archipel de Svalbard (Spitzberg). Ces deux navires, plus rustiques certes, ont un charme indéniable et sont très appréciés.

#### La génération intermédiaire (Mellomgenerasjonen)

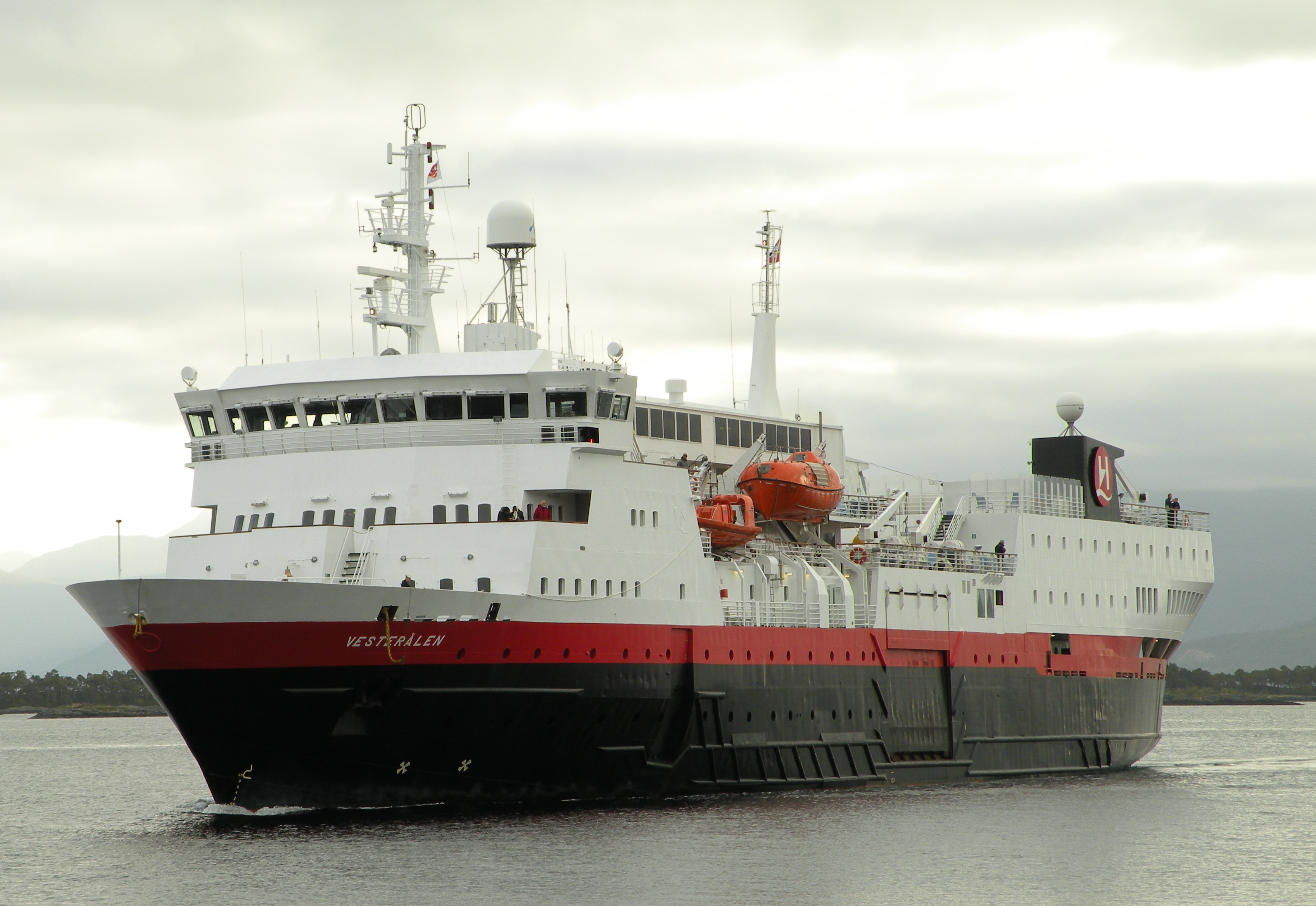
Le MS Vesterålen, dernier navire en service de la génération intermédiaire

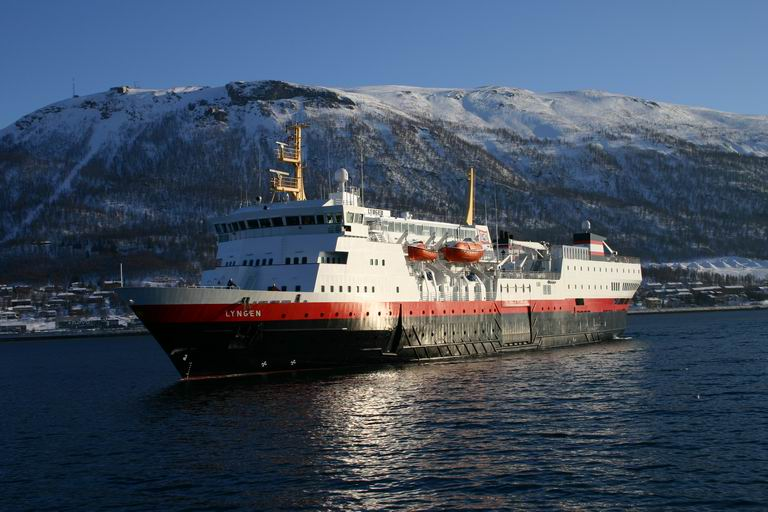
L'ancien MS Lyngen

Sur décision du parlement (Storting), trois nouveaux vaisseaux furent construits en 1982 et 1983, avec l'accent mis initialement sur les capacités de fret. L'historique de ces navires, aujourd'hui considérés comme appartenant à la génération intermédiaire, est une illustration du tournant pris par les armateurs dans leur politique commerciale durant les années 1980. Pour la première fois, ces navires furent conçus avec un large pont ouvert équipé d'une grue occupant l'arrière afin de permettre d'y transporter des conteneurs.
Cette nouveauté n'a pas été pleinement satisfaisante ; les prévisions du besoin en transport de conteneurs n'ont pas été réalisées et la place perdue sur le navire pour ce transport entrainait une diminution du nombre de cabines disponibles. Aussi, à partir de 1988, a-t-on procédé à la refonte des trois navires de cette génération. La grue est enlevée, la cale recouverte avec un accès intégré dans la muraille bâbord, une section de cabines passagers ajoutée à l'arrière. Avec l'adjonction d'un salon panoramique au milieu du navire et le quasi-doublement du nombre de cabines disponibles, le confort pour les passagers a été alors considérablement amélioré. Le retour d'expérience de ces navires, et les concepts pertinents testés à cette occasion, ont été repris dans la conception des navires de la génération suivante.
Avec la refonte de ces trois navires a débuté la restructuration de l'ensemble de la flotte de l'Hurtigruten et concrétisé définitivement son changement de politique commerciale, passant de simples navires de transport de passagers vers des navires orientés vers la croisière confortable et de longue distance.
Des trois sisterships de cette génération, le MS Narvik a été vendu le 21 février 2007 et le MS Lyngen en juillet 2008. Le dernier navire subsistant, le MS Vesterålen, devrait quitter prochainement le service du Hurtigruten? ... quoique… en date du 7 septembre 2018 celui-ci était encore en service puisque vu en escale à Molde en soirée.

#### Les nouveaux vaisseaux (de Nye Skipene)

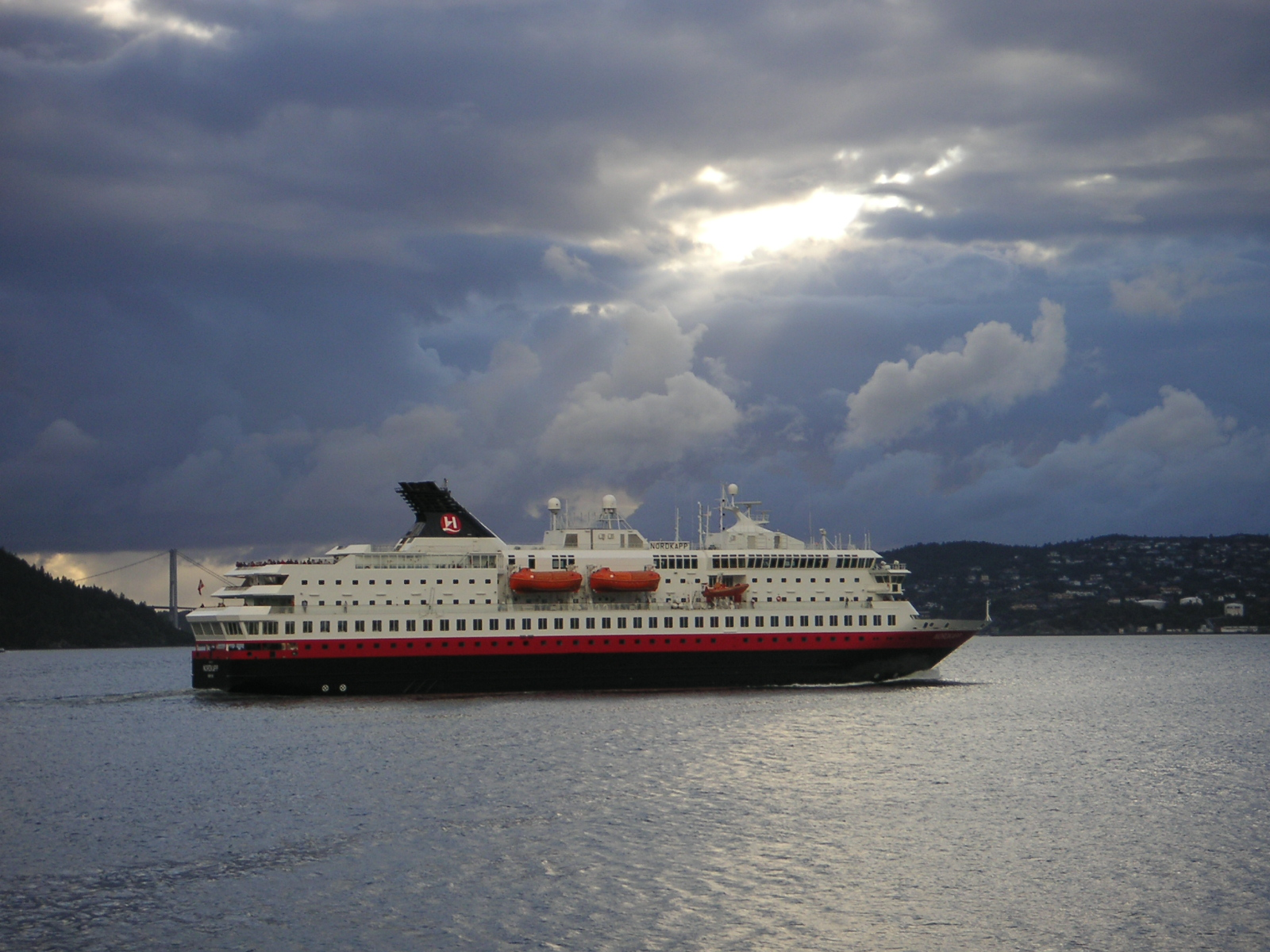
Le MS Nordkapp, un des premiers navires de la nouvelle génération

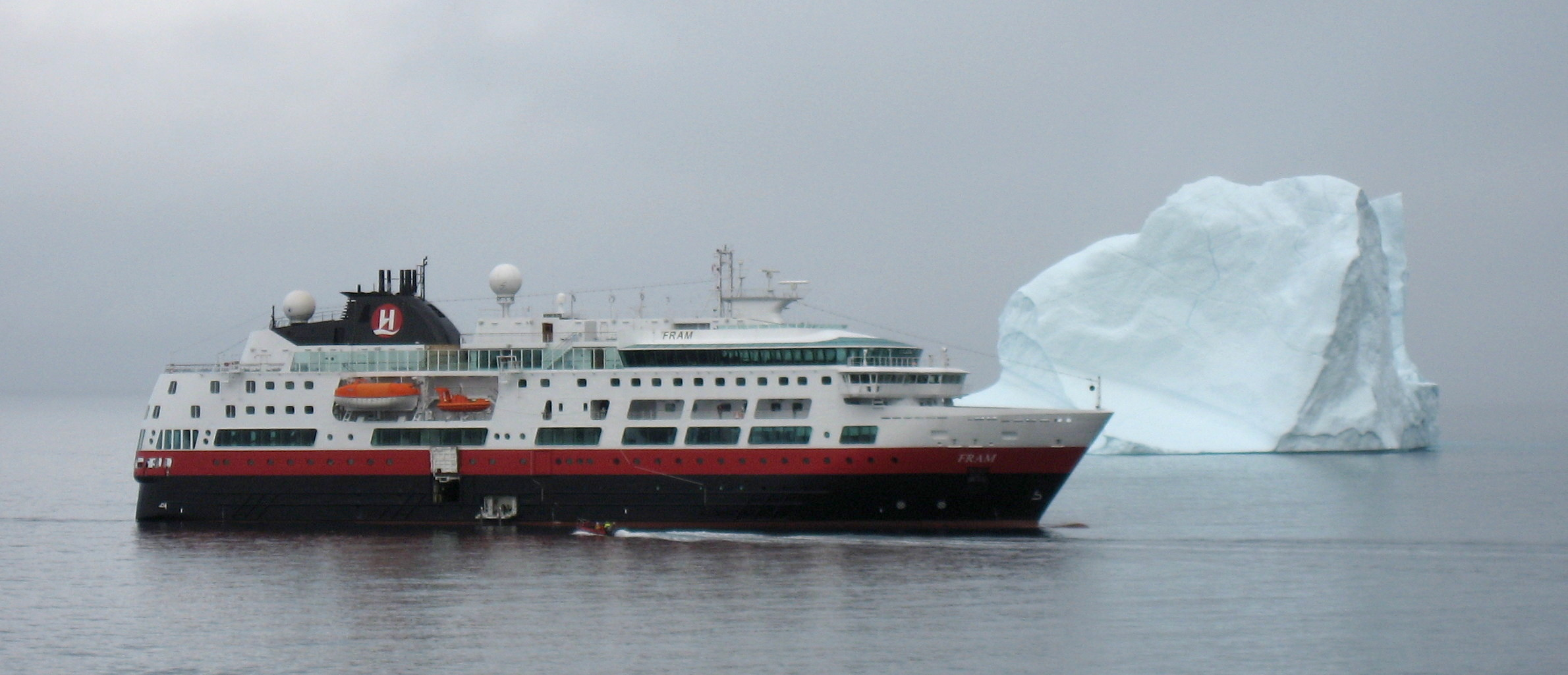
Le MS Fram

La dernière génération fut construite sur la période 1994-2002, avec comme préoccupation le transport de passagers et le tourisme.
Dès la conception de la première unité de ces navires de nouvelle génération, les armateurs ont défini un navire-type comparable à un petit navire de croisière en matière d'équipement et de confort. Pour la première fois sont aménagés à bord des navires du Hurtigruten des suites, des saunas et des piscines. En conséquence, il est devenu possible d'affecter ces navires à d'autres services que celui du Hurtigruten — en particulier en hiver, saison où le nombre de passagers est faible —, de les transformer en « navires d'expédition », et de développer de nouveaux champs d'activité. Une capacité d'emport suffisante et un portelone font que la ligne peut encore être considérée comme une ligne combinée fret et transport de passagers. Certains de ces navires ont subi à partir de 2005 des conversions réduisant le nombre de cabines, mais les rendant plus spacieuses.
En avril 2007 a été lancé le MS Fram destiné à naviguer au Groenland (côtes sud-est, sud-ouest, ouest et nord-ouest jusqu'à la banquise) au printemps et en été. Au cours de l'hiver dans l'hémisphère nord, il navigue le long des côtes de la péninsule Antarctique à partir d'Ushuaïa en Argentine.
Les navires de cette génération, en dépit d'un concept de base identique, varient fortement en taille, en conception et en équipements, de sorte qu'on ne peut pas les désigner comme sisterships. Cependant, un point commun entre tous ces navires est l'existence d'un salon panoramique, situé au niveau du pont supérieur, permettant aux passagers d'avoir une bonne vue sur l'extérieur, y compris en cas de mauvais temps.
Les navires de cette génération affectés au service du Hurtigruten sont les suivants : le MS Kong Harald, le MS Richard With, le MS Nordlys, le MS Nordkapp, le MS Polarlys, le MS Nordnorge, le MS Finnmarken, le MS Trollfjord et le MS Midnatsol.
Le MS Fram, armé par Hurtigruten ASA, n'est actuellement pas affecté au service de l'express côtier.

#### Caractéristiques des navires actuels
Caractéristiques des navires actuels, qui naviguent tous à la vitesse de croisière de 15 nœuds, soit 15 milles nautiques parcourus chaque heure :
| Nom               | Année de construction | Longueur hors tout | Largeur hors tout | Tonnage brut | Tirant d'eau | Port d'attache | Nombre de couchettes |
| ----------------- | --------------------- | ------------------ | ----------------- | ------------ | ------------ | -------------- | -------------------- |
| MS Nordstjernen   | 1956                  | 88,78 m            | 12,64 m           | 2 191        | 4,507 m      | Tromsø         | 114 à 160            |
| MS Lofoten        | 1964                  | 87,41 m            | 13,28 m           | 2 621        | 4,622 m      | Narvik         | 155                  |
| MS Vesterålen     | 1983                  | 108,55 m           | 16,52 m           | 6 261        | 4,6 m        | Narvik         | 314                  |
| MS Kong Harald    | 1993                  | 121,8 m            | 23,4 m            | 11 204       | 4,7 m        | Tromsø         | 490                  |
| MS Richard With   | 1993                  | 121,8 m            | 23,4 m            | 11 205       | 4,7 m        | Narvik         | 490                  |
| MS Nordlys        | 1994                  | 121,8 m            | 23,783 m          | 11 204       | 4,7 m        | Tromsø         | 482                  |
| MS Nordkapp       | 1996                  | 123,3 m            | 24,2 m            | 11 386       | 4,7 m        | Narvik         | 490                  |
| MS Polarlys       | 1996                  | 123 m              | 19,5 m            | 11 341       | 4,7 m        | Tromsø         | 479                  |
| MS Nordnorge      | 1997                  | 123,3 m            | 19,5 m            | 11 384       | 4,7 m        | Narvik         | 464                  |
| MS Finnmarken     | 2002                  | 138,5 m            | 21,5 m            | 15 539       | 4,8 m        | Narvik         | 643                  |
| MS Trollfjord     | 2002                  | 135,75 m           | 21,5 m            | 16 140       | 5,1 m        | Tromsø         | 652                  |
| MS Midnatsol      | 2003                  | 135,75 m           | 21,5 m            | 16 151       | 5,1 m        | Tromsø         | 648                  |
| MS Fram           | 2007                  | 113,7 m            | 20,2 m            | 11 647       | 5,1 m        | Narvik         | 318                  |
| MS Spitsbergen    | 2009                  | 100,54 m           | 18 m              | 7 025        |              | Tromsø         | 335                  |
| MS Roald Amundsen | 2019                  | 140,0 m            | 23,6 m            | 20 889       | 5,3 m        | Tromsø         | 530                  |

### Noms des navires

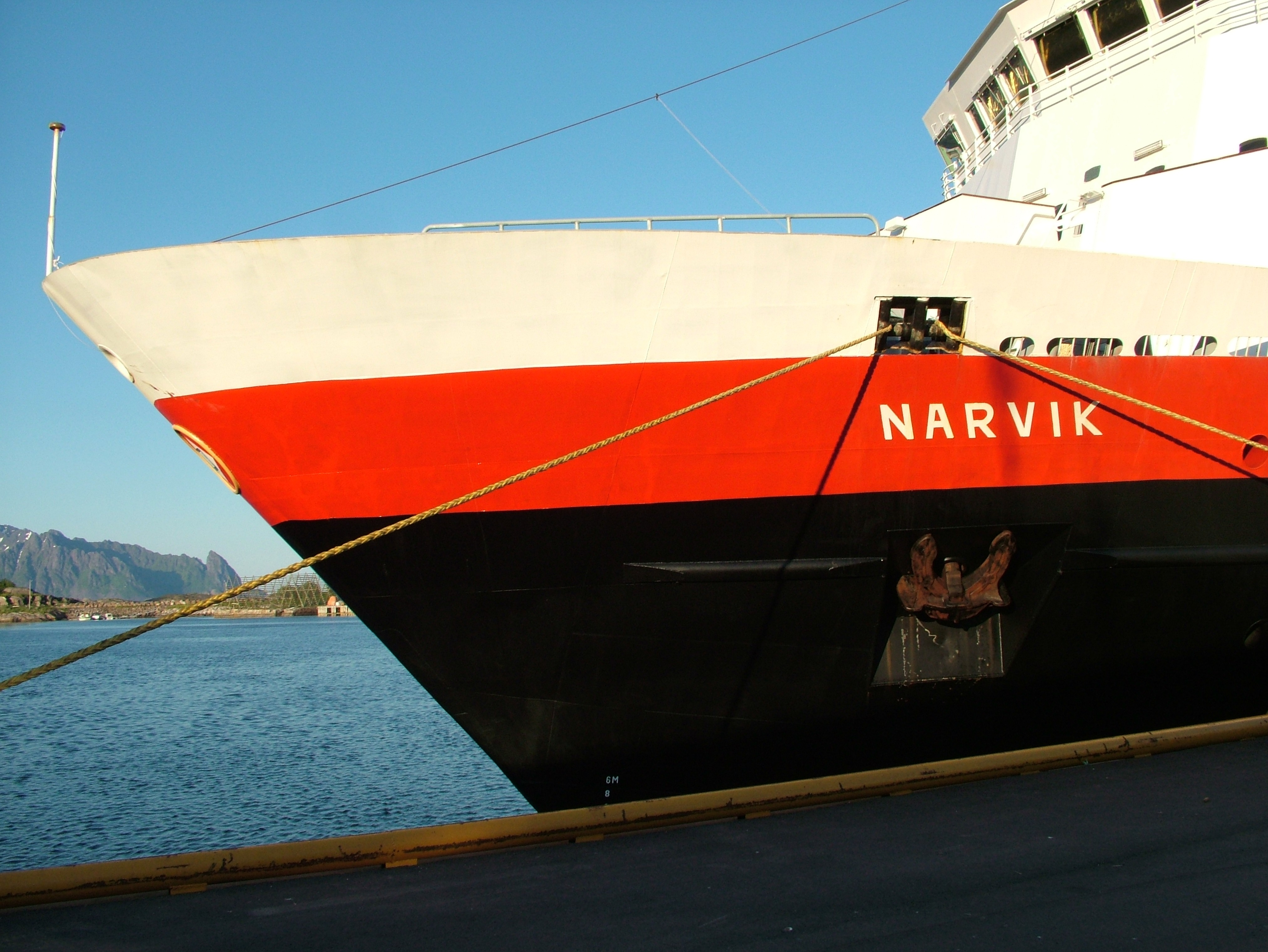
Le nom du navire sur l'étrave de l'ancien MS Narvik

Pour le baptême de leurs navires, tous les armateurs du Hurtigruten ont suivi une ligne conservatrice. Si une nouvelle unité était mise en service en remplacement d'une ancienne unité, et que cette dernière était retirée du service de la ligne, alors la nouvelle unité prenait le plus souvent le nom de l'ancienne. Aussi n'y a-t-il eu que peu de nouveaux noms dans la flotte. En outre, les noms eux-mêmes était traditionnellement étroitement liés à la toponymie du nord de la Norvège ou avec le nom des armateurs. Les noms des rois (Kong) et des maisons princières (Jarl) ont également été utilisés. Une grande partie des noms de baptême des navires actuels étaient déjà utilisés sur les anciens navires affectés au service du Hurtigruten. Le nom Sanct Svithun n'est plus porté par aucun nouveau navire affecté au service du Hurtigruten, après que deux navires baptisés ainsi eurent été perdus lors d'accidents maritimes.

### Chantiers navals
Les armateurs confient la construction des navires de l'Hurtigruten à différents chantiers. Outre les divers grands et petits chantiers navals norvégiens, comme le Trondheim Mekaniske Verksted, le  Kaarbø Verft A/S ou le Fredrikstad Mekaniske Verksted, de nombreux unités furent également construites par des chantiers navals étrangers de renom. Ainsi, dans les années 1950, de nombreuses unités furent construites par Blohm & Voss à Hambourg ou par le chantier italien Cantieri Riuniti dell Adriatico à Ancône.
Les contrats actuellement en cours pour la construction des navires de nouvelle génération (de Nye Skipene) font appel à la fois au chantier Stralsunder Volkswerft en Allemagne et aux chantiers Kværner Kleven Ulstein A/S et Fosen Mekaniske Verksted en Norvège. Le dernier né, le MS Fram, a été construit en 2007 par le chantier naval italien Fincantieri à Trieste.

## Fortunes de mer et sécurité à bord

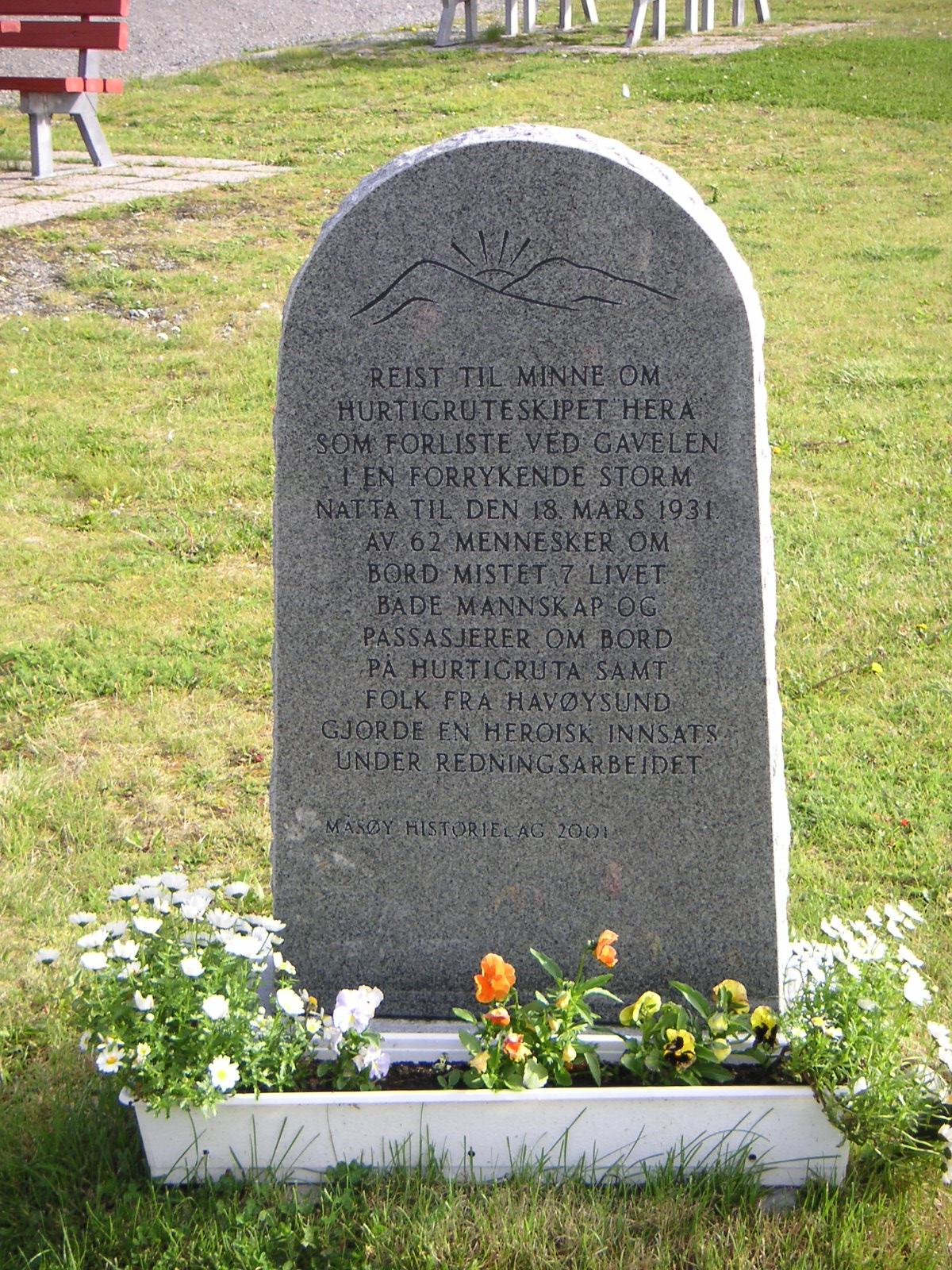
Pierre commémorative pour les victimes du naufrages du Hera

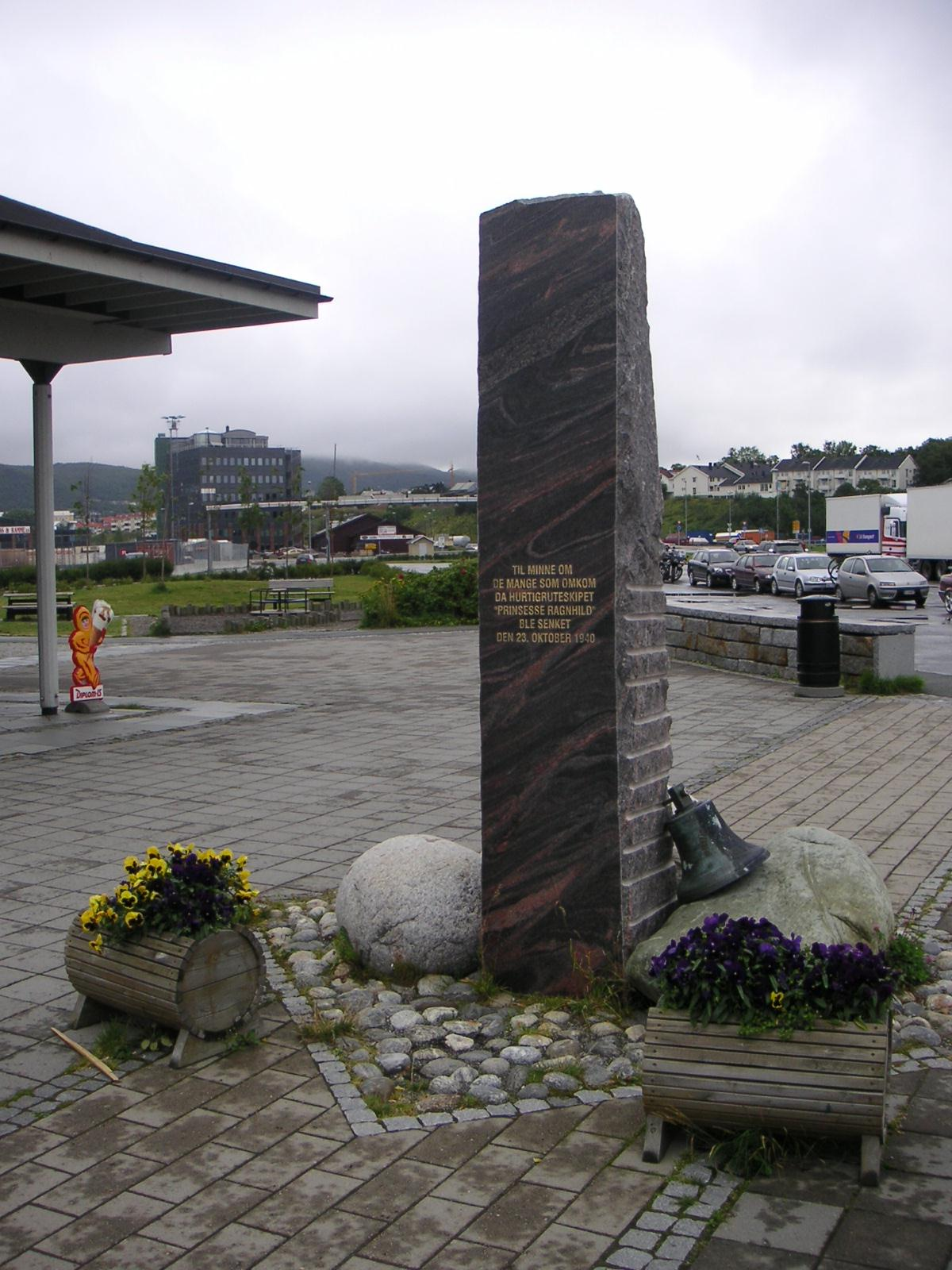
Ce monument, dans le port de Bodø, commémore les victimes du naufrage du DS Prinsesse Ragnhild

Si l'on excepte les pertes de guerre au cours de la Seconde Guerre mondiale, il n'y a, étant donné la distance parcourue chaque année par les navires — plus d'un million de milles marins en grande partie dans des eaux où la navigation est difficile — que relativement peu d'accidents mortels. Pendant la Seconde Guerre mondiale, les armateurs du Hurtigruten ont perdu dix navires, et deux autres ont été tellement endommagés qu'ils n'ont pas pu être réutilisés. 530 victimes ont été dénombrées parmi les équipages et les passagers de ces navires, auxquelles il faut ajouter les soldats tués, qui se trouvaient également à bord de certains des navires, notamment le DS Prinsesse Ragnhild, le DS Barøy et le DS Sanct Svithun.
Ci-dessous se trouve une liste des fortunes de mer les plus importantes, avec le nombre des victimes, depuis la mise en place du service :
- Avant-guerre :
  - le 16 juin 1924, aux environs de 23 h, les deux navires DS Haakon Jarl et DS Kong Harald, tous deux affectés au service du Hurtigruten, entrent en collision au nord de l'Île de Landsgode. Le DS Haakon Jarl coule et 17 personnes décèdent[39] ;
  - le 6 octobre 1929, le DS Haakon VII quitte Florø de nuit et par mauvaise visibilité, heurte un îlot et coule. 18 personnes, sur près de 100 présentes à bord, meurent noyées[40] ;
  - peu après minuit le 18 mars 1931, le DS Hera s'échoue près de Havøy. Neuf personnes décèdent, 64 peuvent être sauvées[g] ;
- Durant la guerre :
  - au moins 10 personnes meurent le 9 juin 1940 après une attaque aérienne allemande sur les DS Prins Olav et DS Ariadne[h] ;
  - le 23 octobre 1940, aux environs de midi, le DS Prinsesse Ragnhild coule dans le Vestfjord après avoir explosé. Il a probablement heurté une mine flottante. 24 membres d'équipage sur environ 50 et 54 passagers sur 90 meurent, tout comme un grand nombre de soldats allemands, estimé suivant les sources entre 150 et 200[38]. Aujourd'hui encore, un monument rappelle cet accident dans le port de Bodø ;
  - le 13 septembre 1941, à environ 2 heures du matin, le DS Barøy, deuxième du nom, coule entre Skutvik et Tranøy après avoir été touché par une torpille britannique. Décédèrent 18 des 26 membres d'équipage, 59 des 68 passagers et environ 35 soldats allemands[41] ;
  - toujours le 13 septembre 1941, le DS Richard With coule près d'Hammerfest, touché par une torpille britannique. 97 personnes décèdent, dont 26 membres d'équipage et 71 passagers ; 13 personnes purent être sauvées[42] ;
  - le 17 octobre 1941, le DS Vesteraalen coule près de Hasvik après avoir été touché par une torpille. 21 membres d'équipage et 38 passagers sont tués ; 6 personnes purent être sauvées[43] ;
  - le DS Sanct Svithun (premier du nom) coule le 30 septembre 1943 aux environs de 19 h entre Ålesund et Havda après une attaque de bombardiers britanniques. Le nombre de victimes est incertain, mais est estimé à une vingtaine de membres d'équipage, une vingtaine de passagers et entre 10 et 20 soldats allemands ; environ 80 personnes peuvent être sauvées[44] ;
  - le 13 février 1944, environ 35 membres d'équipage et 25 passagers sont tuées à bord du DS Irma, après que leur navire a été touché aux environs de 18 h 30 par une torpille allemande[45] ;
  - le matin du 24 mars 1944, aux environs de 9 h, le DS Nordnorge (deuxième du nom) coule devant Honningsvåg, touché par deux torpilles britanniques. Seuls deux des 13 membres d'équipage survivent. Aucun passager ne se trouvait à bord[46] ;
- Depuis la guerre :
  - le 22 septembre 1954, aux environs de 2 h du matin, le DS Nordstjernen s'échoue à Raftsund et coule. Cinq personnes décèdent, parmi plus de 220 personnes présentes à bord[47] ;
  - le 8 janvier 1958, alors qu'il est à quai à Bodø, un incendie dévastateur se déclare dans les cabines du MS Erling Jarl. 14 personnes décèdent[48] ;
  - tout comme son prédécesseur, le MS Sanct Svithun (deuxième du nom) coule également, le 21 octobre 1962 après avoir heurté un rocher devant Rørvik. 48 personnes peuvent être sauvées, 42 décèdent[49]. Après cet accident, plus aucun navire de l'Hurtigruten ne portera ce nom.

Cet accident est le dernier à avoir provoqué la perte d'un navire du Hurtigruten. Depuis n'ont eu lieu que des petits accidents et des avaries qui n'ont pas fait de victime. Cela est largement dû à l'amélioration des moyens de navigation, à l'entraînement du personnel et aux qualités techniques des navires. Tous les onze jours, lors de l'escale dans le port de Honningsvåg, l'équipage de chaque navire effectue un exercice de sécurité qui lui permet d'être régulièrement entraîné à gérer différents scénarios de détresse.

## Équipage et conditions de travail
Tous les navires du Hurtigruten battent pavillon norvégien. Tant qu'une part importante des coûts d'exploitation est subventionnée par l'État, l'utilisation d'un pavillon de complaisance est interdite. De ce fait, à de rares exceptions près, les officiers de tous les navires sont norvégiens, et le reste de l'équipage est lui aussi majoritairement norvégien. Selon les équipes et les navires, les membres de l'équipage peuvent être de nationalités très différentes, notamment suédoise. Contrairement à ce qui se passe sur les navires d'autres armateurs, on ne trouve qu'extrêmement peu de membres d'équipage originaires de pays à faibles coût de main d'œuvre.
Les navires du Hurtigruten comptent entre 31 (MS Vesterålen) et 85 (MS Finnmarken) membres d'équipage. L'équipage reste à bord durant deux allers-retours, soit 22 jours, puis a 22 jours de congés. La relève d'équipage a lieu, en règle générale, à Bergen, même si les membres de l'équipage peuvent descendre avant lorsque c'est plus près de leur lieu d'habitation.

## Hurtigruten ASA
Hurtigruten ASA, issu de la fusion le 1er mars 2006 de la TFDS et de l'OVDS, est aujourd'hui le seul armateur exploitant le Hurtigruten sur son itinéraire historique, entre Bergen et Kirkenes. Il dispose sur cet itinéraire d'un monopole subventionné par l'État norvégien, afin d'assurer le service d'intérêt général que représente la desserte permanente, quelle que soit la période de l'année, de la côte du pays jusqu'aux confins septentrionaux.
Toutefois, outre ce service historique, Hurtigruten ASA exploite également d'autres lignes, pour lesquelles la concurrence peut exister. Il s'agit souvent de liaisons courtes de cabotage entre îles ou entre le continent et les îles, en particulier autour des ports de Bodø, de Harmstad ou de Tromsø.
Enfin, Hurtigruten ASA exploite certains de ses navires pour effectuer des croisières touristiques dans les contrées polaires du Groenland, de Svalbard ou de la péninsule Antarctique, et agit dès lors sur un marché pleinement concurrentiel.

## Galerie des navires en circulation
Saison estivale 2010 : les onze navires dans l'ordre de circulation de Bergen à Bergen. Chaque navire croise les 10 autres lors de la montée vers le nord, puis lors de la descente vers Bergen. Ces croisements sont annoncés dès la veille, dans la gazette du bord, puis salués bruyamment de coups de sirènes le moment venu, l'occasion de déclencher de nombreuses photos des passagers des deux navires. Elles sont à voir dans la grande galerie en Commons.

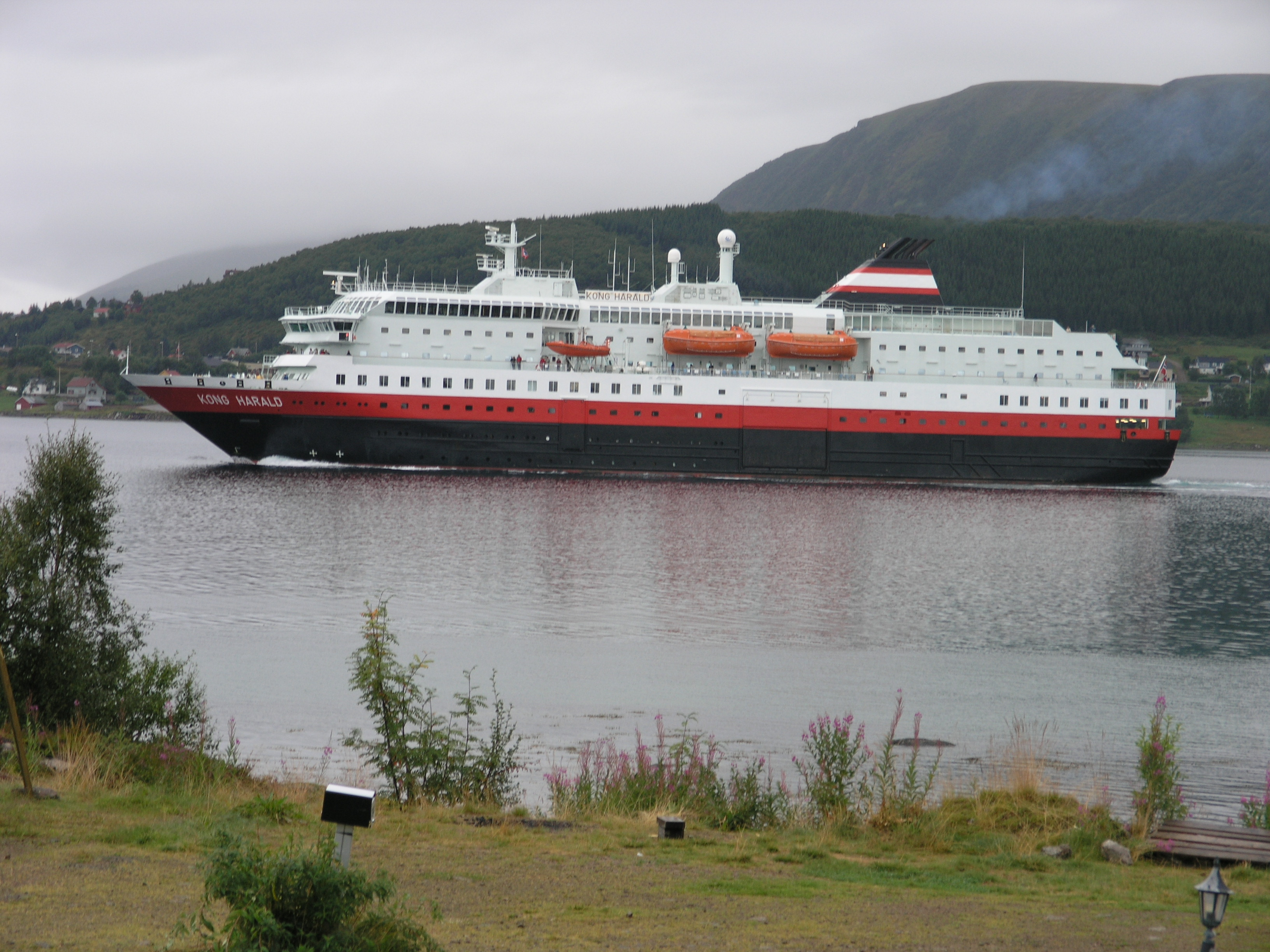
MS Kong Harald à Stokmarknes
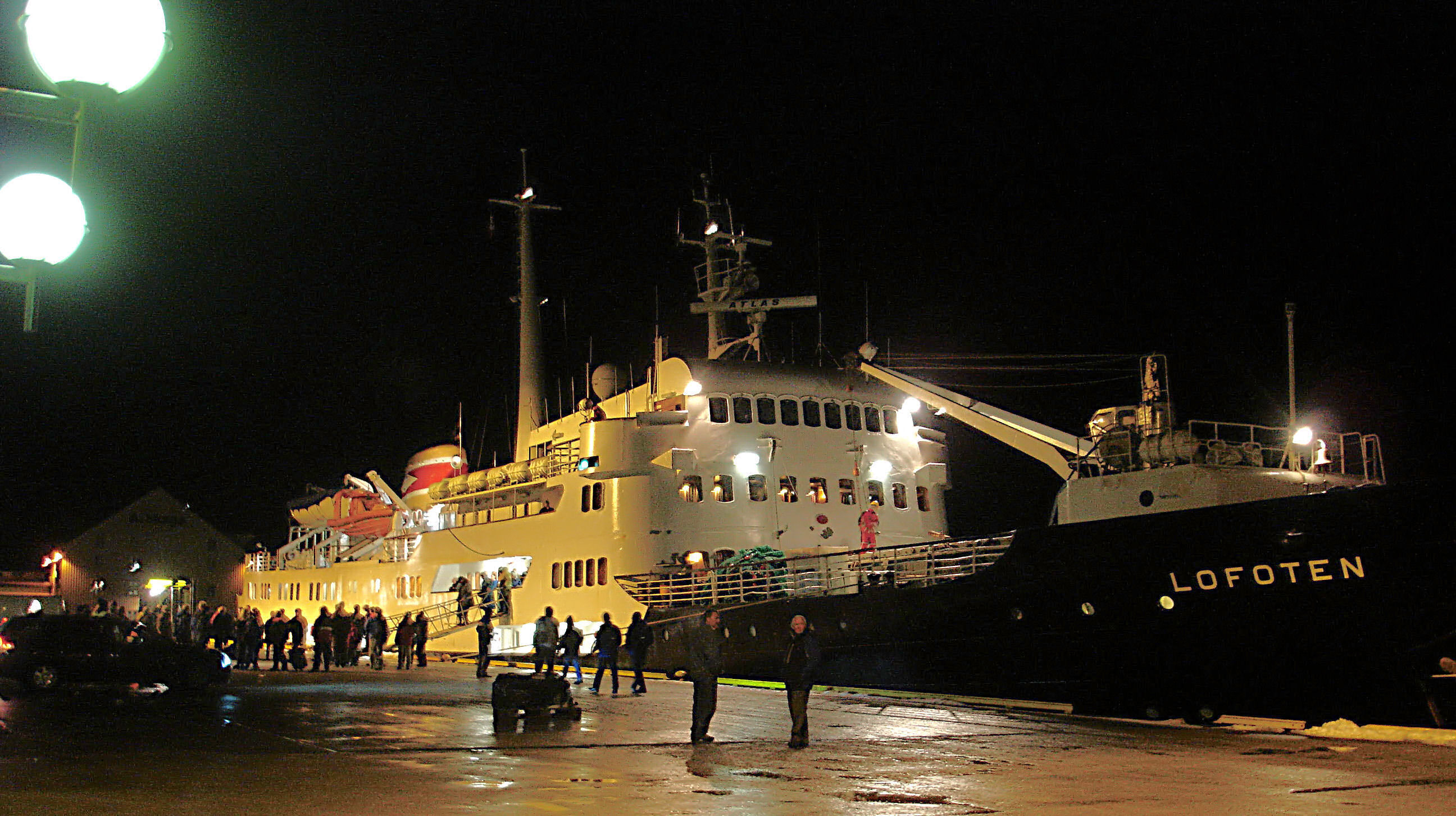
MS Lofoten à Rørvik
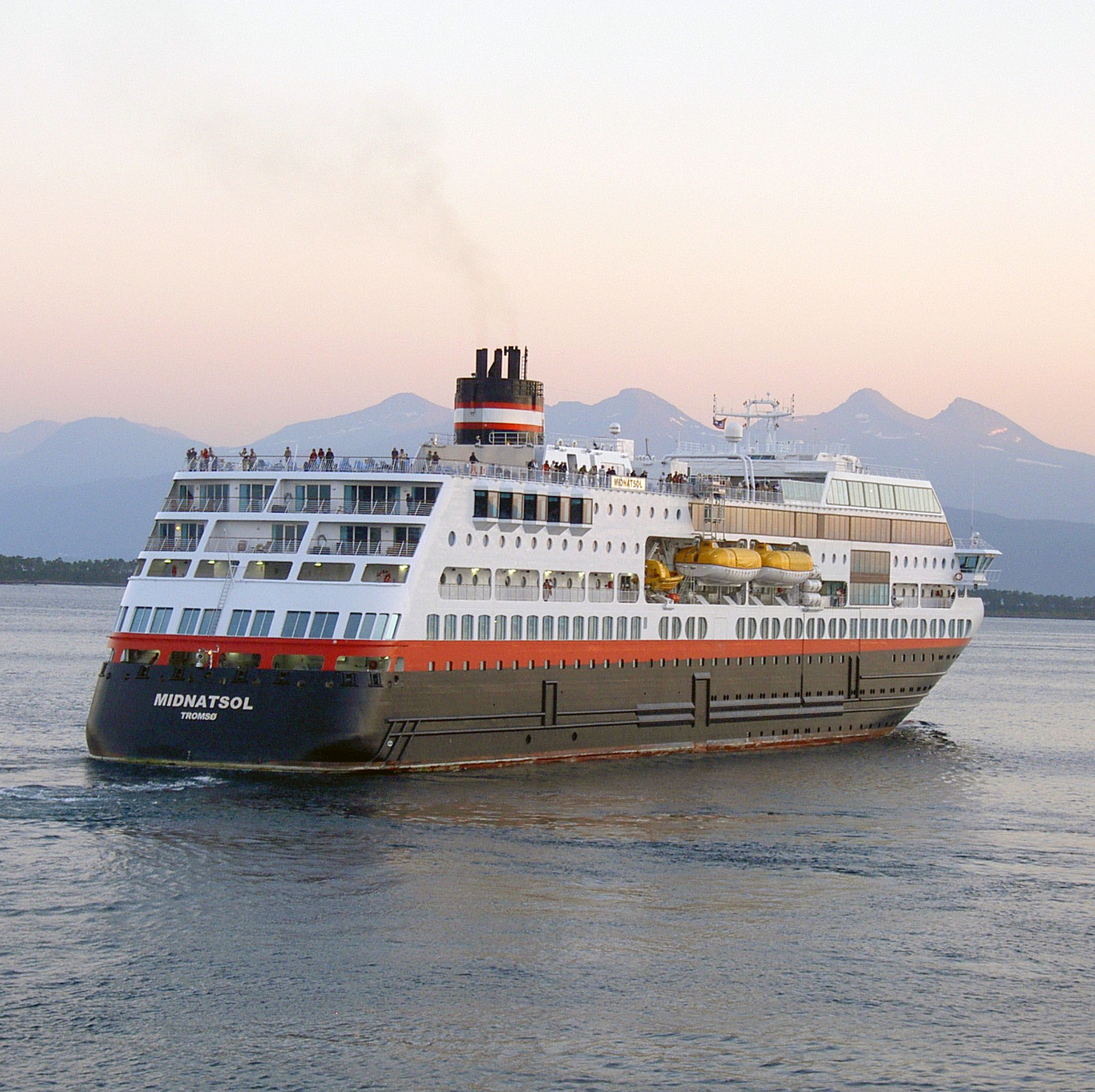
MS Midnatsol au départ à la tombée du jour
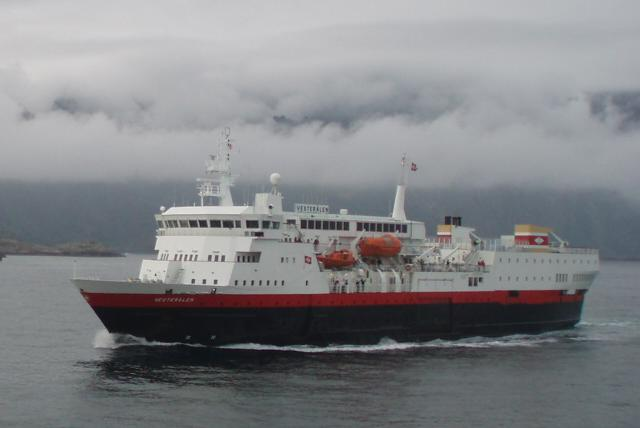
MS Vesterålen
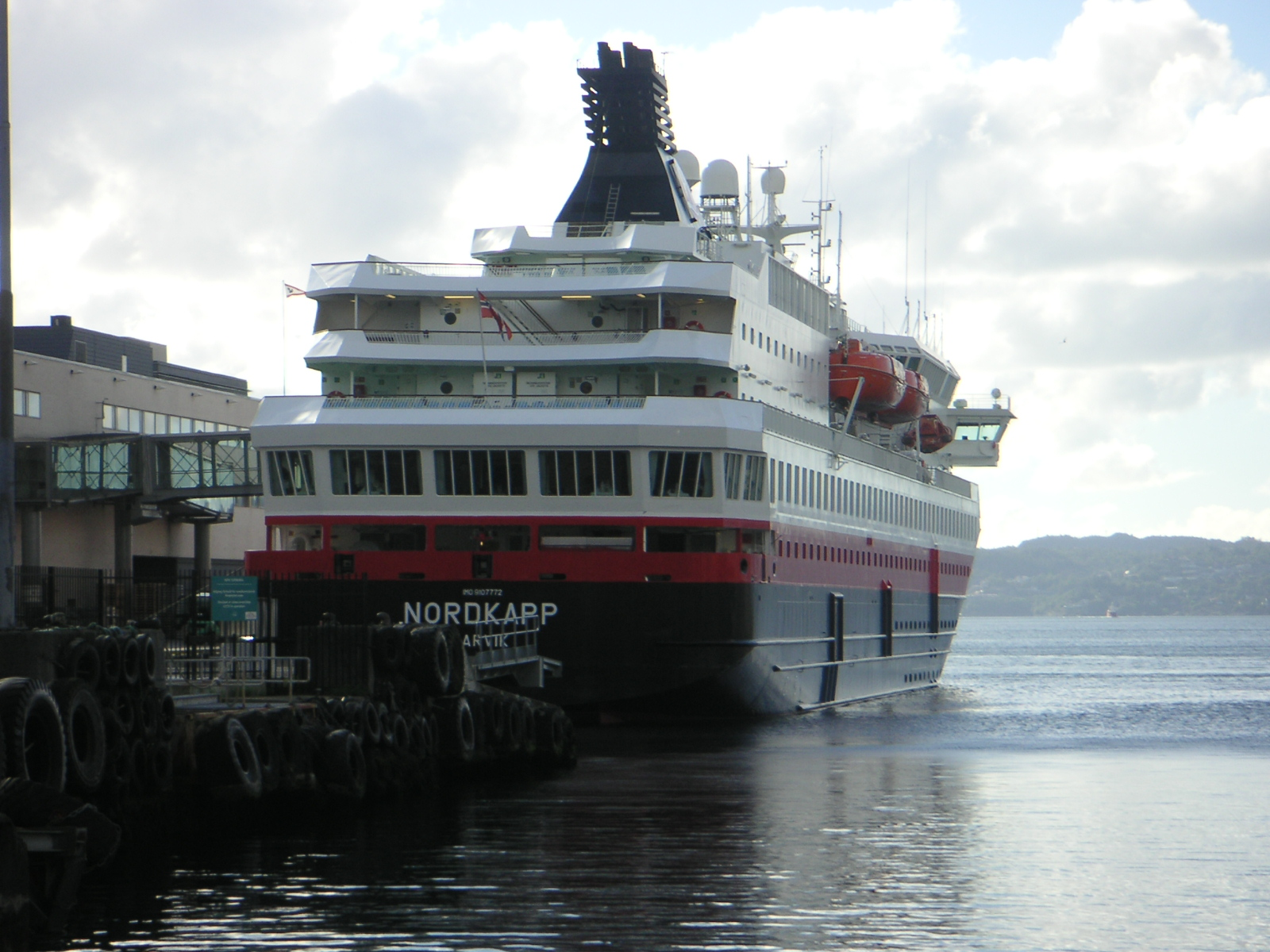
MS Nordkapp au nouveau terminal du Hurtigruten à Bergen
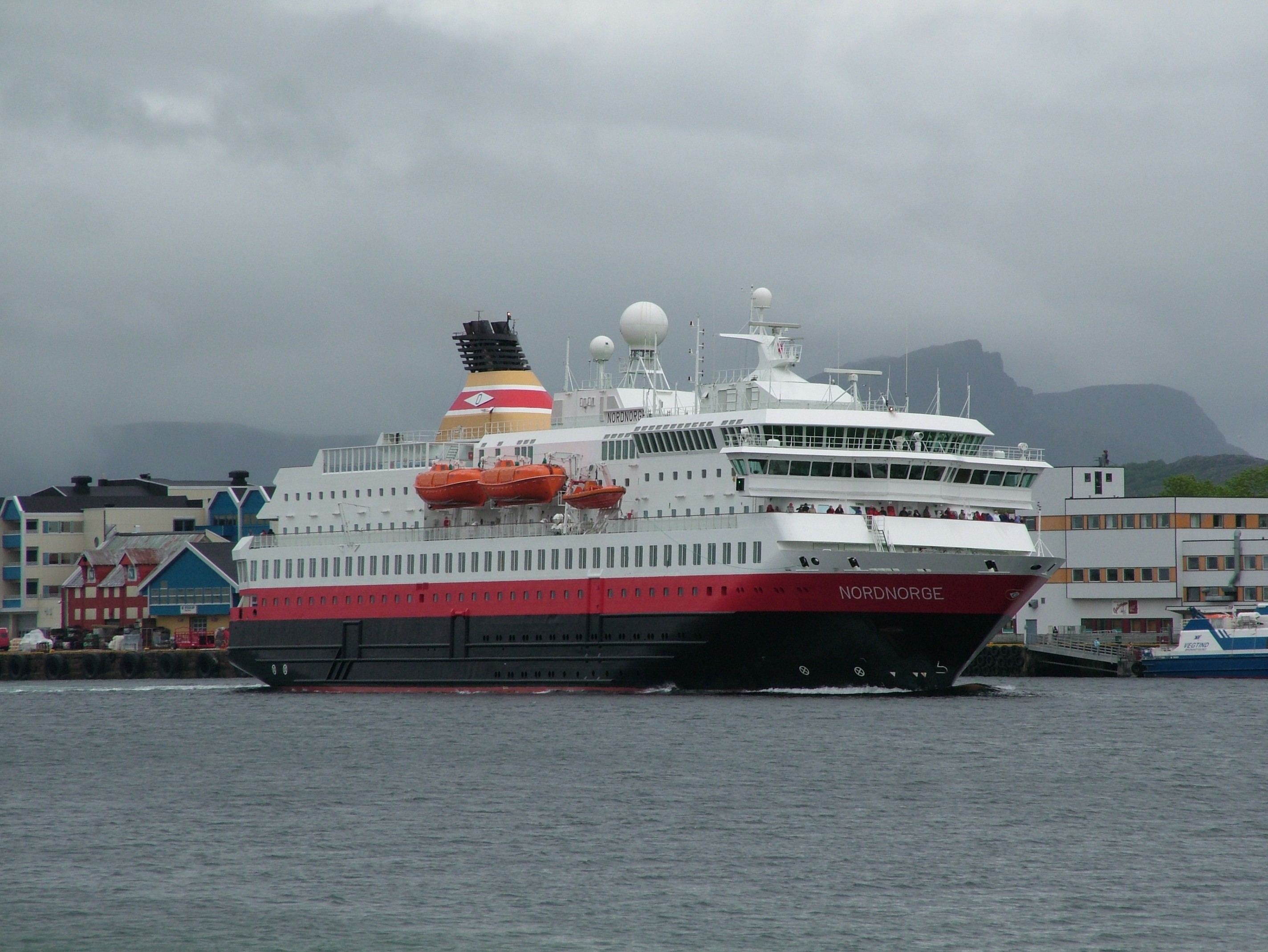
MS Nordnorge à Brønnøysund
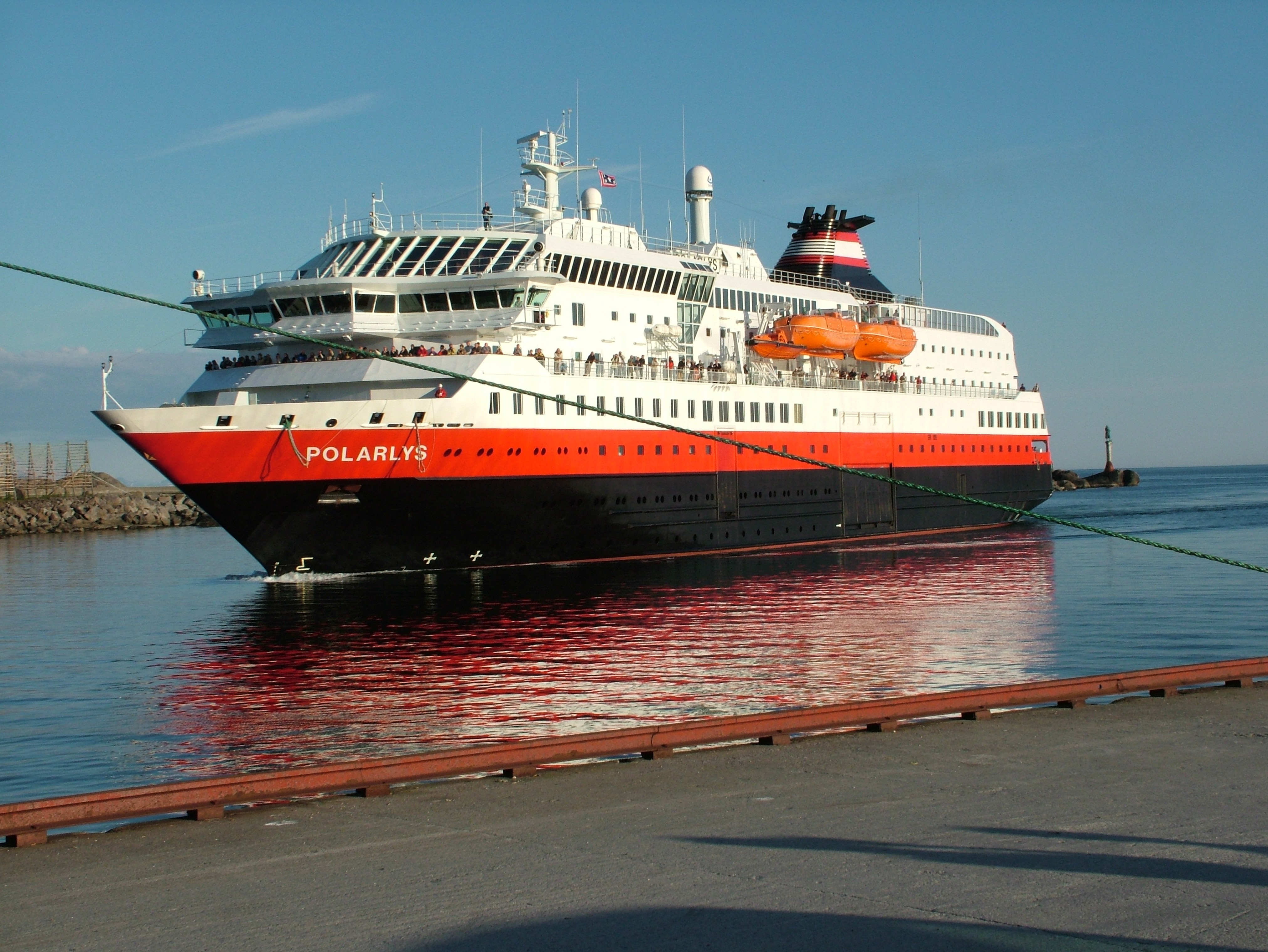
MS Polarlys à Svolvær
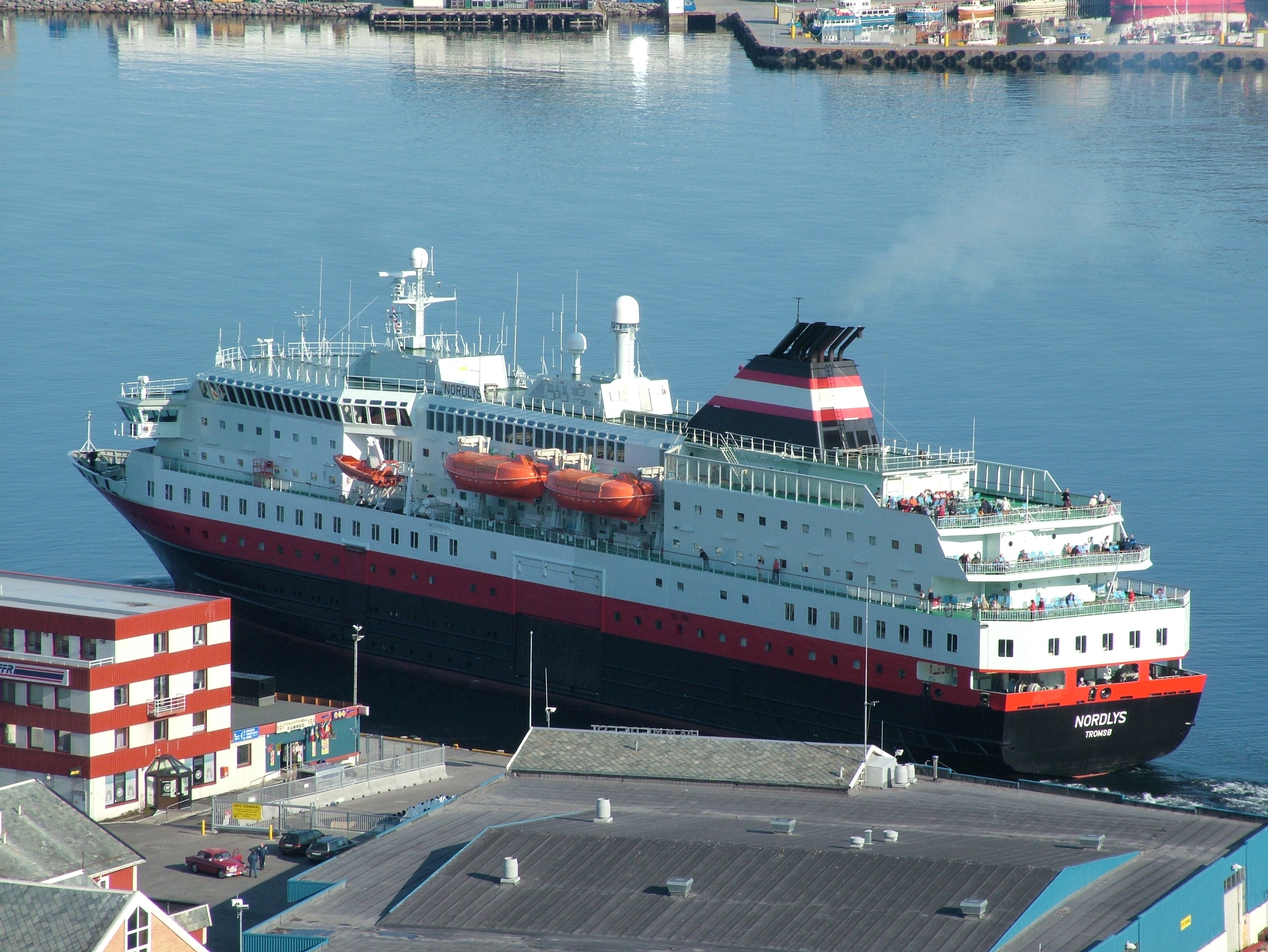
MS Nordlys à Hammerfest
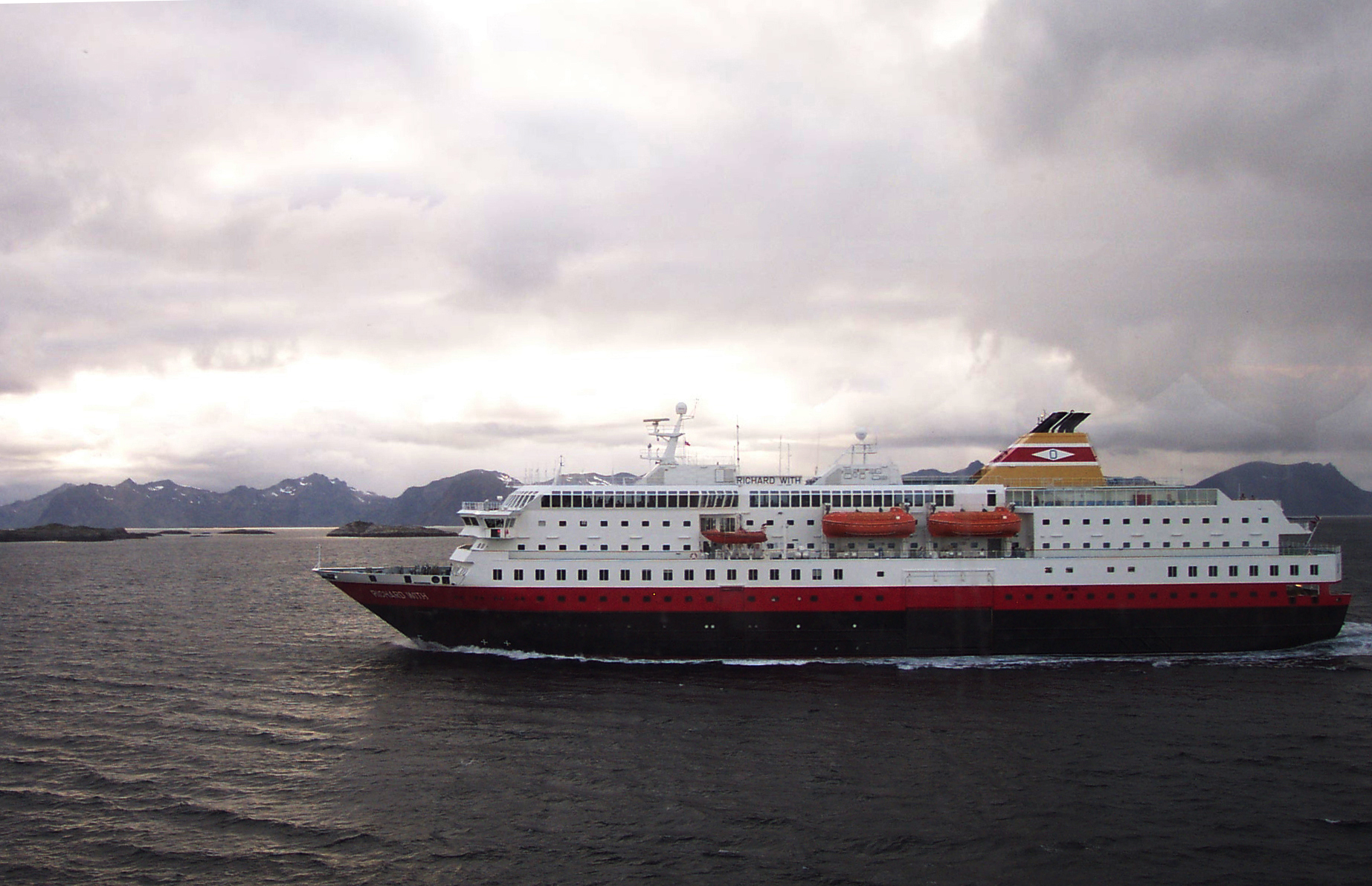
MS Richard With
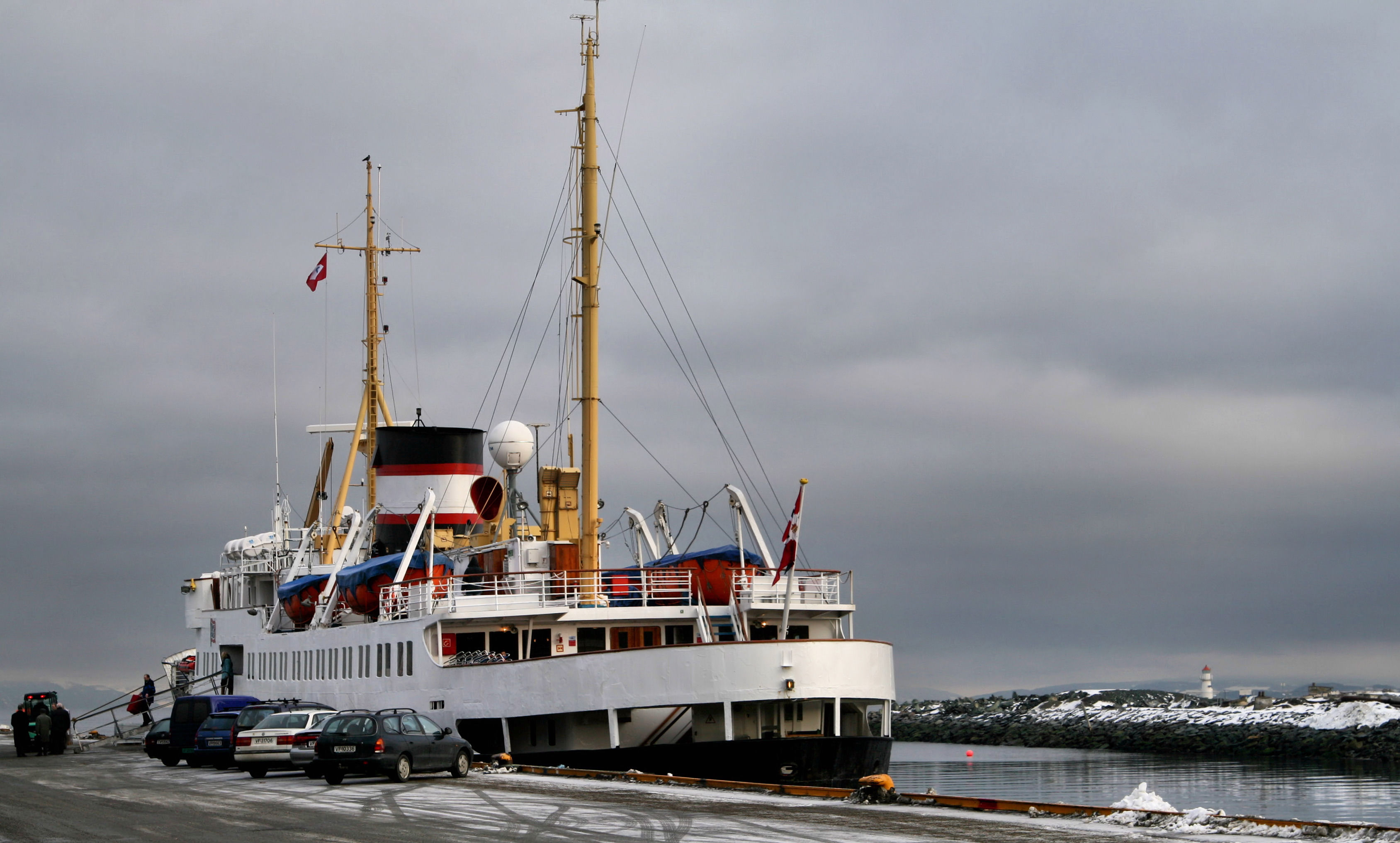
MS Nordstjernen à Trondheim
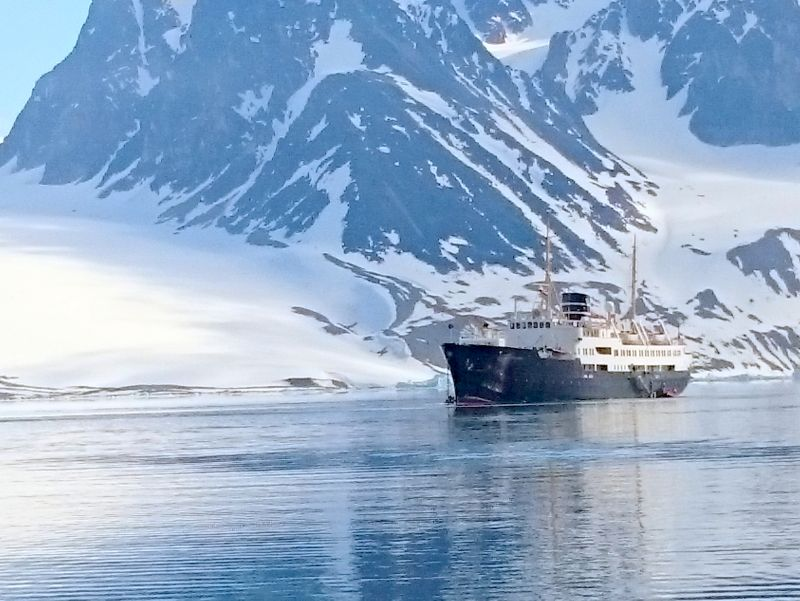
MS Nordstjernen au Spitzberg
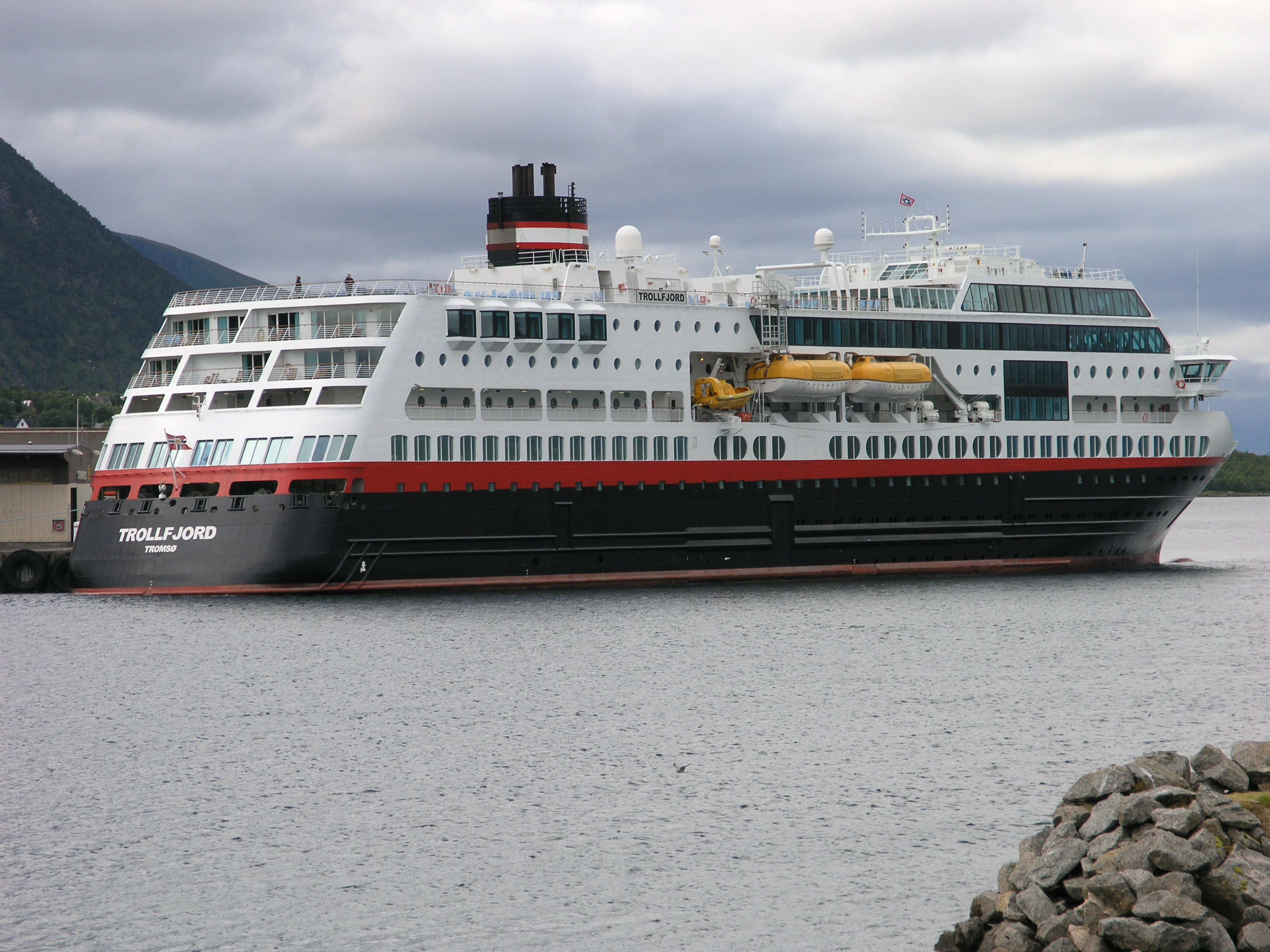
MS Trollfjord à Stokmarknes